# 긴테쓰 특급
긴테쓰 특급(일본어: 近鉄特急, きんてつとっきゅう)에서는 긴키 닛폰 철도(긴테쓰)가 운행하는 특급 열차에 대해서 기술한다.
긴테쓰에서는 21000계 '어반 라이너 plus'·21020계 '어반 라이너 next'·23000계 '이세시마 라이너'나 26000계 '사쿠라 라이너'등, 특정 열차에 대해서는 애칭이 존재하지만, 계통상의 특급 열차에는 열차 애칭이 존재하지 않고, 일괄적으로 표기하고 있다.

## 개요
긴테쓰는 조밀한 특급 네트워크를 형성하고 있으며, 특급 사이의 환승 및 승계 편의를 배려한 다이어와 요금 제도를 설정하고 있다.
긴테쓰 특급은, 도시간 운송을 목적으로 하는 열차와, 도시에서 관광객들을 실어 나르는 목적의 열차로 크게 구분된다. 역사적으로는 전자, 특히 일본국유철도의 도카이도 본선과 간사이 본선과 경쟁을 벌이던 오사카 시와 주쿄권을 잇는 것, 그리고 긴테쓰의 전신이기도 한 산구 급행 전철의 창설 목적인 오사카와 이세시마를 이어 오사카·나고야 선 계통을 운행하여 두 도시를 잇는 속달 열차(후에 구별이 필요해져 갑특급(甲特急)이라 명명됨)를 중심으로 발전하였다. 그리고, 갑특급용 신형 특급 차량(10100계 비스타카)을 투입해 남은 재래선 특급용 차량을 활용한 형태로, 갑특급과 동일한 구간을 운행하나 연선의 주요역에 정차하는 준특급(후에 을특급(乙特急)으로 개칭)이 파생되었다.
그러나, 1964년 도카이도 신칸센의 개통으로 상황이 변하였다. 속달성과 최고 속도 운전으로 새로운 운송 시장을 확보해, 많은 수익을 얻은 메이한 특급의 운송량이 속달성·최고 속도 운행에도 불구하고 우위를 점하지 못해 신칸센의 개통 이래로 운송량이 감소하기 시작하였다.
이때문에, 긴테쓰는 방침을 바꾸고 특급 네트워크의 재편을 실시해, 나고야·교토에서 신칸센과 접속해 연선 각지의 관광지로 눈을 돌려, 신칸센의 배양선으로 기능하여 이전과는 전혀 다른 성격을 가진 유료 특급을 교토·가시하라·나라·미나미오사카·요시노·유노야마의 각 노선에 신규 설정하였다. 이것으로부터 오사카·나고야 선 계통 중 을특급과 유기적인 결합으로 교토, 나라, 멀리는 요시노로 향하던 관광객들을 이세·시마·유노야마 온천등으로 이끌었고, 또 그 역으로 나고야에서 이세·시마·유노야마 온천으로 관광하는 관광객을 나라·교토·요시노 등으로 이끄는, 회유형의 특급 네트워크를 구축하였다.
그 후, 국철의 운임 인상등의 사정으로 1970년대 말에는 메이한 갑특급이 경쟁력을 회복하였고, 1988년부터 도입된 21000계 어반 라이너의 우세한 접객 설비나, 거액의 설비 투자등을 실시해 최고 속도의 향상으로 소요 시간이 단축되는 효과가 있어, 두 도시간의 속달형 특급의 자리에 다시 올랐다.
한편, 회유형 특급 네트워크는 수요가 감소해 유노야마 온천 계통으로부터 정기 특급의 운행이 폐지되었고, 그 이외의 각 노선은 고객층을 제외한 관광객으로부터 통근 및 비즈니스객 운송등에 집중해, 최근에는 통근 시간대의 승객들의 착석 확보를 노린, JR의 홈 라이너와 비슷한 성격의 열차도 설정되었다.
또한, 1960년대 후반까지는 교토 선·나라 선·가시하라 선등에 일반형 차량을 사용하여 특급 요금이 필요 없는 형태의 특급 열차가 설정되어, 열차 종별이 쾌속 급행으로 바뀐 것과 동일 구간의 유료특급 신설등의 감소로, 현재는 이들 노선에도 지정 좌석제의 유료 특급이 운행되고 있다.
노선망의 절반을 지방 한산 선구로 정한 긴테쓰의 특급 운행 수입은 전체 수입의 약 15% 정도로 상당히 많은 부분을 차지하고 있다. 실제로 이들을 기금과 내부 보조하여 장대한 적자 시선이 오랫동안 유지되어 왔다. 2009년 3월 20일 한신 난바 선의 개통 이후로는, 한신 전철 연선으로부터의 이용객에 대응하여, 한신 산노미야역의 전용 창구에서 긴테쓰 특급의 승차권 및 특급권을 발행하고 있다. 이 외에도 오사카난바 역의 긴테쓰 방면 플랫폼에도 긴테쓰 특급의 승차권및 특급권을 구입할 수 있는 창구가 있다.

## 운행 계통도
2010년 3월 19일 현재

## 특급 열차의 종류와 계통

### 메이한 특급

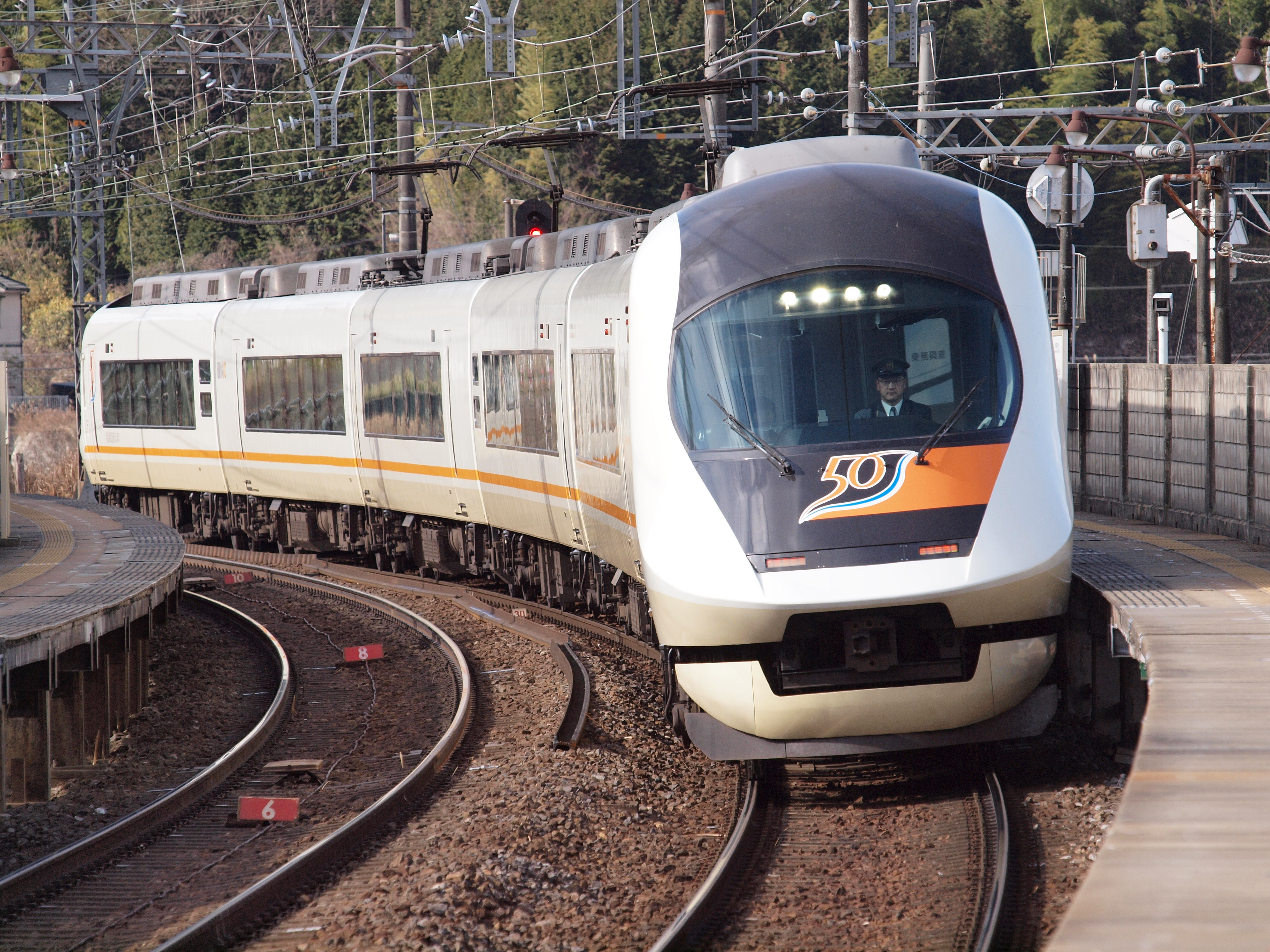
메이한 특급 : 21020계(어반 라이너 next) 2009년 12월에 직통 운행 개시 50주년을 기념하는 마크를 붙이고 운행하고 있다. (이가칸베 역)

메이한(일본어: 名阪)특급은 나고야와 오사카를 잇는 특급으로, 긴테쓰나고야 - 오사카난바 구간을 운행하고 있다.
긴테쓰나고야 - 쓰루하시 구간중 모든 역에 정차하지 않는 갑특급(甲特急, 메이한 논스톱 특급(名阪ノンストップ特急))과 주요역에 정차하는 을특급(乙特急)이 있다. 도카이도 신칸센 나고야 - 신오사카 구간의 바이패스 역할을 하고 있으며, 긴테쓰 특급 중에서는 꽃모양 열차가 운행되는 계통이다. 갑특급은 긴테쓰나고야 - 오사카난바 구간을 최고속도 2시간 4분에 주파하며, 표정속도 90km/h 이상으로 일본의 재래선 철도 노선 중에서는 최고 속도이다. 을특급의 동구간 소요 시간은 2시간 20분 전후로, 이쪽도 표정속도 80km/h에 도달하고 있다.
계통 자체는 긴테쓰 특급중에서는 가장 오래된 1947년 10월부터 운행을 개시하였다. 그러나, 1959년 12월까지는 오사카 선과 나고야 선의 궤간이 달라 이세나카가와 역에서 갈아타야 하는 불편함이 있었다. 또한, 직통 후에도 1961년 3월에 나카가와 연략선이 개통되기 전까지는 이세나카가와 역에서 스위치 백을 지나야만 했다.(연락선 개통 후에는 이세나카가와 역을 통과했다)또한, 을특급은 일시 준특급으로도 불렸던 시기가 있었지만, 설정 후에는 을특급으로 개칭되었고, 정식 열차 종별명도 갑특급과 같은 특급으로 통일되었다.
열차 다이어는, 긴테쓰나고야·오사카난바에서 갑특급이 매시 정각에 출발하고, 을특급이 매시 30분발이 기본 다이어다. 토·휴일의 16시-18시대에는 긴테쓰나고야에서 25분발, 오사카난바에서 20분발의 갑특급이 추가된다. 2009년 3월 2일 개정 이후, 오사카난바 출발 열차에 한해 평일의 을특급의 절반과, 토·휴일의 갑특급의 절반이 한신 난바 선 방면으로부터의 쾌속 급행에 접속하는 형태의 다이어가 되어 있다. 또한, 긴테쓰나고야 7시발과 오사카난바 21시발의 갑특급은 나바리 역에서 한이 을특급에 병결되며, 유료특급끼리의 따라가는 것(동격 대피)은 JR 이외에는 긴테쓰가 유일하다. 갑특급의 일부는, 쓰역과 야마토야기 역에도 정차하며, 이들 열차는 종별상으로는 갑특급이나 '논스톱 특급'이라고는 안내되지 않는다. 또한 을특급은 아침에 구와나·쓰-오사카우에혼마치 구간을 운행하는 열차가 있다.
갑특급으로 운용되는 차량은, 전용 계열인 21020계 전동차(어반 라이너 next)나 21000계(어반 라이너 plus)가 사용된다. 이때문에, 갑특급은 전석 금연이다. 2009년 3월까지는 일부 열차가 23000계 전동차(이세시마 라이너)가 운용되었었다. 을특급은 기본적으로 22000계등의 범용 특급 전동차가 사용되지만, 시간대에 따라서 21000계(어반 라이너 plus)도 메이한 갑특급의 중간중간에 운용되는 경우가 있다.
2007년 10월에는 운행 개시 60주년, 2009년 12월에는 직통운행 개시 50주년 기념으로 다양한 행사가 열렸다.
2012년 3월 20일의 다이어 개정부터, 갑특급의 전 열차가 쓰 역에 정차할 예정으로, 이것에 의해 메이한 논스톱 특급의 운전은 막을 내리게 된다.

#### 정차역
- () 괄호 안은 일부 열차만 정차하는 역임.

갑특급 (히노토리)
긴테쓰나고야 - 쓰 - (야마토야기) - 쓰루하시 - 오사카우에혼마치 - 오사카난바
- 야마토 야기 역에는 다음 열차가 정차합니다.

평일
- 오사카 난바역 7-10시발과 16-17시발 긴테쓰 나고야행
- 긴테쓰 나고야역 j7-10시 발과 저녁 이후 오사카 난바행

토 휴일
- 오사카 난바역 6시~10시발과 16~18시(매시 20분)발 긴테쓰 나고야행
- 긴테쓰 나고야역 8시 20분 발과 저녁 이후 오사카 난바행

을특급 (어반라이너)
긴테쓰 나고야 - 구와나 - 긴테쓰 욧카이치 - 시로코 - 쓰 - (이가칸베) - (기쿄가오카) - 나바리 - 야마토야기 - 쓰루하시 - 오사카우에혼마치 - 오사카난바
- 이른 아침에 나바리역발 긴테쓰 나고야행과 긴테쓰 나고야역발 오사카 우에혼마치행(평일만)이 설정되어 있다.
- 이가코베 역과 기쿄가오카 역은 아침저녁으로 오사카 방면 상행 열차만 정차한다.

#### 신칸센과 긴테쓰 메이한 특급
메이한 특급은 긴테쓰의 기간 계통이나, 도카이도 신칸센의 개통 후에는 소요 시간에서 승패가 갈린 것 외에, 운임면에서도 우위성을 잃었다. 특히 신칸센과 직접 경합을 벌이는 갑특급은 큰 타격을 받아 2·3량 편성으로 작게 나뉘어 운행했다. 긴테쓰에서는 신칸센에 대항하는 목적으로 '여유있는 메이한간 두시간의 여행(ゆとりある名阪間2時間の旅)'이라는 슬로건을 내세워 차내에 스낵 코너등을 설치하고, 좌석을 리클라이닝 시트를 사용한 스낵카라 불리는 차량을 투입해 운행하기 시작했고(스낵 코너는 영업이 수년만에 중단됨), 1970년대 후반의 일시적 기간에는 고객의 운송 수요가 줄어들은 한나 특급과 공통 운행을 하여(이를 위해, 18200계가 2량 편성으로 운행되던 운용도 존재함), 드디어는 단행 운행이나 메이한 갑특급의 폐지에 관한 소문도 흘러나왔다. 또한, 메이한 갑특급은 일본 사철 노동 조합 총연합회(사철총연)의 파업 이후, 열차 운행의 스트라이크는 일어나지 않은 긴테쓰의 안에서, 이용객이 적은 유일한 열외가 되었다.
그런데, 1975년 11월과 1976년 11월 2회에 걸쳐 실시된 국철의 운임 인상과 돌발적으로 발생하는 파업을 계기로, 메이한 특급은 운임면에서 우위를 차지하게 되었고, 운행의 확실성에서도 호평을 받아 승객수가 대폭 증가하였다. 편성도 1980년 3월보다 최저 3량 편성으로 낮아져 증결이 간편해졌다. 1985년에는 어반 라이너 이전의 긴테쓰 특급의 간판이었던 비스타카의 최신형으로, 수용력이 증가한 비스타 3세 30000계의 메이한 갑특급으로의 운용으로 충당이 시작되어, 동년보다 혼잡시에는 최대 8량 편성으로의 운용이 실시되었다.차종도 비스타 3세나 스낵카 외에 10400계·11400계 에이스카나 12400계·12410계·12600계 서니카등, 당시의 긴테쓰 특급 차랭의 범용성을 나타내는 운용으로, 드디어는 긴테쓰 특급 올스타로 불려 긴테쓰의 얼굴이 되었다.
1988년 3월에는 고품질의 접객 설비를 갖춘 21000계(어반 라이너)가 6왕복의 갑특급을 투입하여 최고 속도로 120km/h로 올라갔다. 긴테쓰 나고야 - 쓰루하시 구간의 최저 소요 시간은 1시간 59분으로, 드디어 2시간대를 돌파하게 되었다.이것으로 인해, 갑특급의 운송 실적은 다시 한번 도카이도 신칸센 개업 이전의 수준까지 회복되어 어반 효과라 불리는 대성공을 거두었다. 21000계의 일부 편성에 대해서는 중간차를 2량 증결하여 8량 편성화가 실시되었다.동시에 일중 이외의 갑특급은 야마토야기 역과 쓰 역의 양방에 정차하여, 야마토야기 - 긴테쓰 나고야 구간이나 오사카 시내 - 쓰 구간등에서는 구간중에서 새로운 여객 수요를 창출하는데에 성공하였다. 또한 이 개정으로 갑특급의 편성 량수는 최저 4량편성으로 되었다.1989년의 시각표 개정에서는 21000계 사용 열차는 10왕복으로 확대되어, 드디어는 1990년의 시각표 개정에서는 갑특급의 전 열차가 21000계로 운용되기 시작하였다.
1992년, 도카이도 신칸센에 노조미가 등장하여, 메이한 구간의 수송 분감률은 다시 감소하였다(특히 요도강 이북의 지역에서는 긴테쓰를 이용하는 이용자가 감소하였다.). 그러나 2003년에 도카이 여객철도(JR 도카이)가 노조미 증발로 회수권의 할인율을 낮추어 그 전년의 21020계(어반 라이너 next)가 운전을 개시하여, 현재는 메이한 구간의 긴테쓰 수송 분담률은 약간 높아졌다.또한, 긴테쓰 특급의 선전이나 광고는 고속성이나 속달성 면에서도 JR과의 운임이나 특급 요금의 우위성이나 좌석 공간 등 쾌적한 신형 시트등, '여유감', '릴렉스감'등의 쾌적성 면에서는 더 좋아졌다.
메이한 구간의 소요 시간은 도카이도 신칸센이 나고야 - 신오사카 구간을 최고속도 48분으로, 지하철과의 연계를 더해도 나고야 - 난바 구간은 1시간 20분 전후가 되어 소요 시간면에서는 압도적으로 불리하나, 다음과 같은 이점도 존재한다.
싼 운임
메이한 특급은 메이한 마루토쿠 티켓을 사용하면 한장당 3,200엔으로, 신칸센의 거의 반액 수준이다. 위에서 기술한 '메이한 마루토쿠 티켓'이 메이한 갑특급 정차역 주변의 긴켄 숍의 대부분에서 판매하고 있기 때문에, 한장당 3,200엔 전후로 구입할 수 있다. 신칸센의 동종 상품은 4,500엔 정도로, 메이한 특급은 빈번히 이용하지 않는 고객도 회수권의 은혜를 받게 되는 경우가 있다.
편리성
오사카 남부의 번화가인 난바는, 미나미(일본어: ミナミ)라 불리는 번화가의 중심부에 위치하고 있다. 긴테쓰는 난바에 직접 직통하여, 따로 환승이 필요한 신칸센과 비교할 때 편리성이 높다. 오사카 시 교통국 지하철이나 난카이 전기 철도(난카이), 그리고 한신 전기 철도(한신)과의 결집점인 난바에 터미널이 위치하고 있기 때문에, 목적지로 향하는데 있어서 소요 시간의 불리함을 보환할 수 있을 정도로 편리성을 얻을 수 있다. 특히 오사카의 동부나 남부에 대해서는 긴테쓰 쪽이 더 편리하다.
2009년 3월 20일에 한신 난바 선이 개통되었기 때문에, 긴테쓰나고야 - 한신아마가사키 구간은 오사카난바에서 환승하면 소요시간이 평군 2시간 30분 정도이다.

#### 그 외의 노선·열차와의 경쟁

##### 쾌속 미에와의 경쟁
긴테쓰나고야를 매시 30분에 발차하는 을특급이 긴테쓰나고야 - 쓰 구간에서 나고야를 매시 35분에 발차하는 간사이 본선·기세이 본선·이세 철도 이세 선을 운행하는 쾌속 미에와 경쟁하고 있다. 미에로 운용되는 키하 75계의 좌석은 전환식 크로스시트로, 좌석 설비에 대해서는 리클라이닝 시트를 장치한 긴테쓰 특급이 우위이다. 소요시간면에서는 쾌속 미에가 간사이 본선이나 이세 철도 이세 선의 간선 구간에서 교행을 해야 하기 때문에 쓰 역에는 을특급이 선착하므로 소요시간면에서도 긴테쓰 특급이 우위이다.
다만, 요금면에서는 긴테쓰 특급이 전차 지정석이므로 특급요금이 필요한 것에 대해, 미에에서는 지정석 외에는 요금이 필요 없기 깨문에 운임면에서는 긴테쓰 특급이 불리한 입장이다.

### 한이 특급

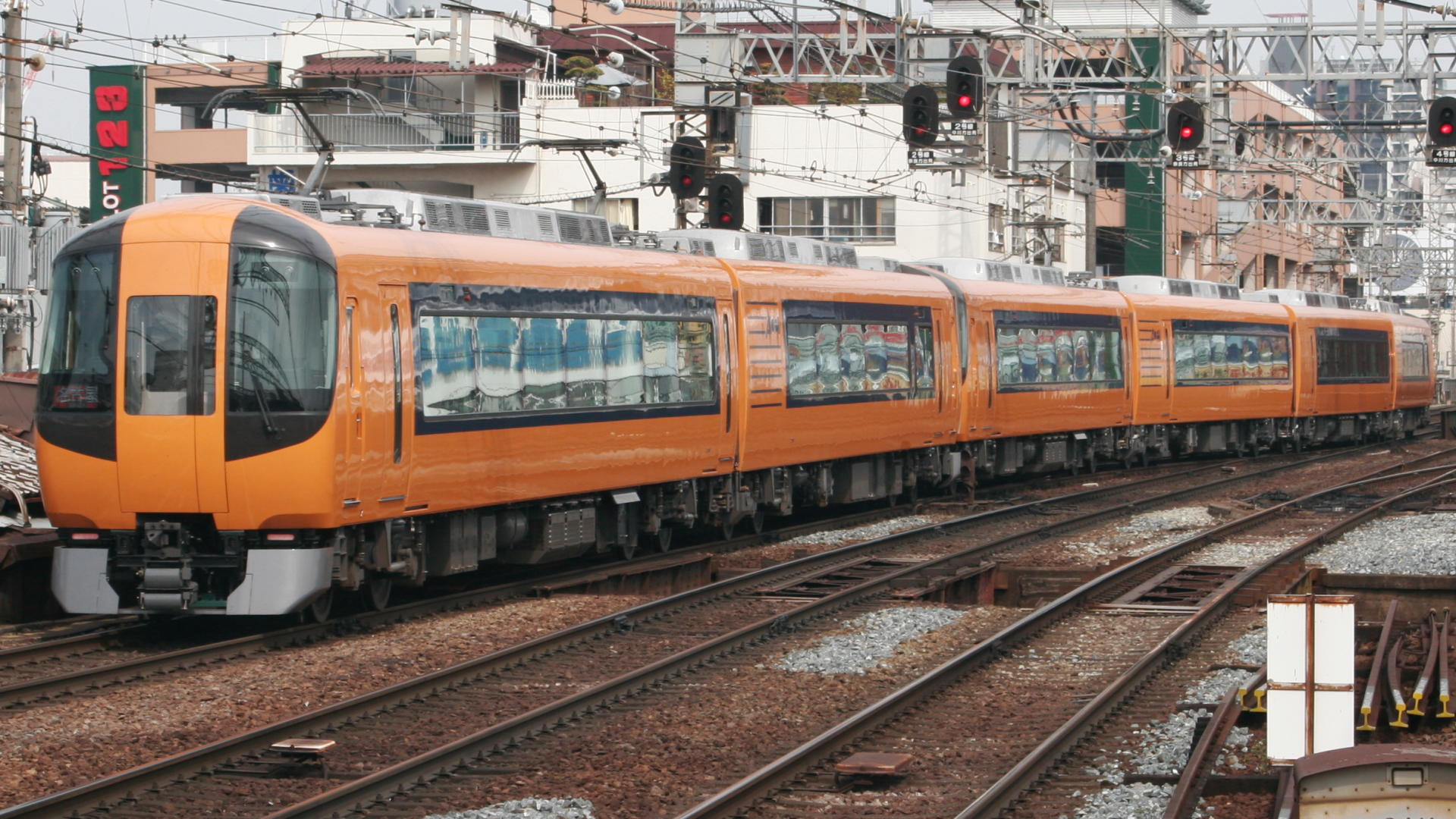
한이 특급 : 22600계 (Ace)
(쓰루하시역)

한이(일본어: 阪伊)특급은 오사카와 이세시마를 잇는 특급으로, 오사카난바·오사카우에혼마치 - 나바리·마쓰사카·우지야마다·도바·가시코지마 구간에서 운전된다. 메이한 특급과 같이 정차역이 적은 갑특급(한이 논스톱 특급)과 주요역에 정차하는 을특급이 설정되어 있다. 이 을특급은 메이한 계통의 을특급보다도 정차역이 많다. 갑특급은 과거에는 평일 아침부터 저녁까지, 토요일과 공휴일에는 거의 종일에 걸쳐 시간당 1편이 운전되었다가, 불황의 장기화나 자가용을 이용한 관광의 증가와 이의 정착에 따른 관광수요의 저하에 의해 감소가 계속되어 2010년 3월 19일의 다이어 개정에서 평일 갑특급을 전부 폐지하고, 토요일과 공휴일에 오사카난바 발착 1왕복과 오사카우에혼마치 발착 1왕복만 남게 되었다. 을특급은 관광수요 저하의 영향을 많이 받았기 때문에 대신해서 통근수요를 처음으로 근·중거리 수요를 빨아들여 홈라이너의 역할을 하고 있다. 그에 대응하여 오사카 선내의 정차역도 쇼와 40년대의 급행과 비슷한 수까지 증가하였다.
유료특급으로서는 1948년 7월에 운전을 개시하였다. 그러나, 이 구간의 특급이라는 열차종별은 오사카 전기 궤도와 산구 급행 전철 시대인 1932년 1월에 요금이 필요하지 않은 열차로서 탄생하였기 때문에, 이것은 긴테쓰의 루트라고 하기도 한다.
을특급중 야마토야기 - 가시코지마 구간에서는 후술하겠지만 게이이 특급과 병결하는 열차가 있다. 또한 을특급은 이세나카가와에서 메이이 을특급(시간대에 따라서는 나고야 방면 발착 급행)과 상호 접속하므로, 메이한 특급이 정차하지 않는 야마토타카다·하이바라등에 나고야 방면으로 향하는 승객도 편리하게 이용할 수 있도록 메이한 을특급의 보완 열차로서의 역할도 겸하고 있다. 현재는 긴테쓰 오사카 선 연선의 각 도시와 오사카를 잇는, 착석 통근 가능한 속달열차로서의 색깔이 강하기도 하다.
통근시간대나 연말연시등의 다객기에는 10량 1편성의 장대 편성도 설정되어있는데, 통근시간대에는 오사카난바·오사카우에혼마치 - 나바리·이가칸베 구간의 계통도 설정되어 있다. 플랫폼의 유효길이 문제로 오사카난바 - 도바 구간에서는 최대 10량 1편성이고 시마 선내에서는 최대 8량 1편성이다.
한편 12월 31일부터 1월 1일까지 종야(終夜)운전시에는, 오사카 방면을 행선으로 하는 일부 열차가 사쿠라이 역에 임시 정차하는 것 외에, 야마토야기 - 이세시 구간의 논스톱 특급도 설정되어 있다. 우지야마다 역의 혼잡완화를 위해 복로로만 고다이 신궁에서 가장 가까운 이스즈가와 역을 시발로, 도요케타이 신궁에서 가장 가까운 이세시 구간을 왕복하는 모든 열차가 정차한다. 또한, 23000계나 21000계, 21020계로 운용되는 경우도 있다.
2006년부터 전미 여자 프로골프 협회 공식전 '미스노클래식'이 가시코지마 컨트리 클럽에서 개최되었을 당시, 오사카난바·오사카우에혼마치 - 가시코지마 구간에 임시 특급 열차가 설정되었었다. 종료시간에 맞춰 상행 특급은 도바 발 정기열차가 가시코지마 발로 변경되어 운행하였고, 개시시간에 맞춰 하행 임시특급은 오사카난바 536발로 휴일에만 증발되는 메이한 갑특급보다도 시간이 일찍 설정되었었다. 장래적으로 2009년 봄에 개업한 한신 난바 선에 입선하여 고베 방면으로 직통 운전하는 구상이 있었으나, 한신측이 난색을 표하면서 실행에 어려움을 겪고 있다.
정차역 (갑특급)
오사카난바 - 오사카우에혼마치 - 쓰루하시 - 우지야마다 - 도바 - 시마이소베 - 우가타 - 가시코지마
정차역 (을특급)
오사카난바 - 오사카우에혼마치 - 쓰루하시 - (후세) - (야마토타카다) - 야마토야기 - (하이바라) - 나바리 - (기쿄가오카) - (이가칸베) - (사카키바라온센구치) - 이세나카가와 - 마쓰사카 - 이세시 - 우지야마다 - 이스즈가와 - 도바 - 시마이소베 - 우가타 - 가시코지마
- 괄호 안은 일부 열차만 정차

일부 열차의 정차역에서는 아래의 열차가 상호 운전되고 있다.
- 후세·사카키바라온센구치에 정차하는 열차
- 야마토타카다·하이바라·이가칸베에 정차하는 열차(일부 열차는 야마토야기 이동으로는 게이이 특급과 병결된다)

아침이나 저녁부터 야간에는 이가칸베·사카키바라온센구치 이 두 역에 정차하는 열차나, 거기에 더해 야마토타카다·하이바라에 정차하는 열차, 그리고 기쿄가오카에도 정차하는 열차도 있다. 후세에는 낮중에만 정차한다.

### 메이이 특급

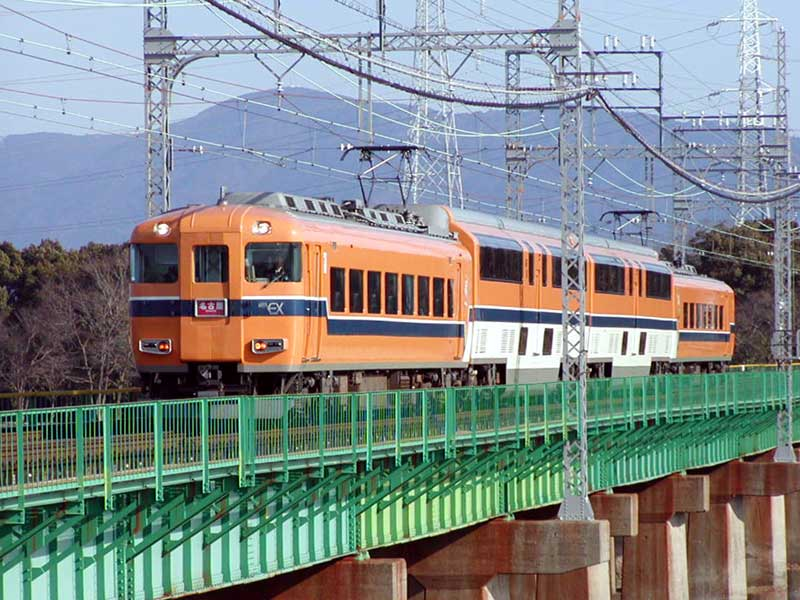
메이이 특급 : 30000계 (비스타 EX)
(오바타 - 미야마치)

메이이(일본어: 名伊)특급은 나고야 시와 이세시마를 잇는 열차로, 긴테쓰나고야 - 쓰·마쓰사카·우지야마다·도바·가시코지마를 잇는 열차이로, 이 계통도 정차역이 적은 속달 타입인 갑특급과 주요역에 정차하는 을특급이 설정되어 있다. 갑특급은 2003년까지는 우지야마다부터 논스톱으로 운행하였으나, 쓰 역이 정차역으로 더해지면서 '논스톱 특급'으로 안내되는 열차는 사라졌다. 그리고, 갑특급은 2010년 3월 19일의 다이어 개정에서 한이 갑특급과 동시에 평일 운전이 폐지되고, 토휴일에 2왕복만 남게 되었다.
유료특급으로서는 한이 특급과 메이한 특급의 접속을 이세나카가와에서 하는 형태로 1948년 7월에 탄생하였으나, 이 구간의 특급은 이세 전기 철도 시대인 1935년 12월에 운전을 개시한 하쓰히(일본어: はつひ)와 가미치(일본어: かみち)(구와나- 쓰신치 - 신마쓰사카 - 다이진구마에)의 루트를 따라서 운행하고 있다. 가장 처음에 기술한 메이한 특급과 같이 니고야 선과 야마다 선의 궤간 차이때문에 직통운전이 개시된 것은 궤간 차이가 해소된 1960년 1월부터였다. 긴테쓰나고야에서 이세시마 방면으로의 접속 외에, 도카이도 신칸센등을 이용하여 간토 지방·시즈오카현·나가노현 등에서 오는 승객을 이세시마 방면으로 운송하려는 목적 외에, 인구 10~30만명대의 시와 병립하는 미에 현 내의 중거리 도시간 운송도 담당하고 있다. 또한, 이세나카가와에서 한이 을특급과 연락해서 메이한 을특급의 보완하는 역할도 담당하고 있다. 일부 하행 열차는 쓰 역에서 후에 정차하는 메이한 갑특급에 접속하는 케이스도 있다.
운행 횟수는 긴테쓰 특급중에서는 최대이며, 운행 횟수가 많은 시간대는 통근과 출장등 비즈니스 목적의 승객이 많은 아침 상행 열차와 저녁 하행 열차가 많으며, 낮중에는 상하 편도로 2편이 운전되는 것이 기본이다. 을특급의 일부는 21000계가 사용되며, 러시 아워 시간대에는 30000계가 많이 이용된다. 열차는 4량 1편성 또는 6량 1편성으로 운전되는 경우가 많으며, 8량 1편성으로 운전하는 모습도 가끔 볼 수 있다. 갑특급은 하행(이세시마 방면)2편과 상행(나고야 방면)1편은 23000계로, 나머지 상행 1편은 30000계로 운전된다.
1990년부터 JR 도카이에 의해 메이이 특급의 주행 구간에 병주하는, 간사이 본선·이세 철도 이세 선·기세이 본선·산구선을 경유하여 나고야와 도바를 잇는 쾌속 미에가 운전되고 있는데, 서로 경합 관계에 있다. 메이이 특급이 운행 횟수 측면에서는 우위이나, 현재는 '미에'의 다이어가 메이이 특급과 경합하지 않는 시간대(메이한 특급의 시간대)로 이동하였다.
12월 31일부터 1월 1일까지 종일 야행으로 운전되는 열차는 30분에서 1시간에 1편씩 운전되며, 현재는 전부 을특급의 정차역에 정차한다. 1990년대에는 긴테쓰나고야 - 우지야마다 구간에서 긴테쓰욧카이치·쓰·이세나카가와에만 정차하는 속달 열차도 있었다.
정차역 (갑특급)
긴테쓰나고야 - 쓰 - 우지야마다 - 도바- 시마이소베 - 우가타 - 가시코지마
정차역 (을특급)
긴테쓰나고야 - 구와나 - 긴테쓰욧카이치 - 시로코 - 쓰 - (히사이) - 이세나카가와 - 마쓰사카 - 이세시 - 우지야마다 - 이스즈가와 - 도바 - 시마이소베 - 우가타 - 가시코지마
- 괄호 안은 일부 열차만 정차
- 히사이 역은 아침의 상행과 저녁부터 야간의 하행 일부가 정차한다.

### 게이이 특급
게이이(일본어: 京伊)특급은 교토시와 이세시마를 잇는 특급으로, 교토 - 마쓰사카·도바·가시코지마 구간에서 운전된다. 긴테쓰는 오사카 방면에 신칸센과의 접속역을 갖고 있지 않으므로, 서일본의 주요 도시(주고쿠 지방·시코쿠 지방·규슈 지방에서 신칸센 이용객 또는 호쿠리쿠 지방의 특급 이용객에 대하여 이세시마로의 관광객 운송을 목적으로 하고 있다. 또한, 긴테쓰의 오사카 측의 터미널부터 상당한 거리가 있는 오사카 부 북동부(다카쓰키시·이바라키시 등)에서도 이 계열을 이용하는 편이 한이 특급을 이용하는 것보다 편리성이 높다. 일부 열차는 야마토야기 - 가시코지마 구간에서 한이 을특급과 병결되어 운행한다. 단독 운전하는 열차는 아침의 1편을 제외하고 야마토야기 역에서 메이한 을특급과 접속하여, 나고야 선 특급 정차역에서 야마토사이다이지·교토로의 연락이나, 한이 을특급의 실질적인 증편의 역할을 담당하고 있다. 야마토야기 - 니노구치 구간에서는 오사카 선과 가시하라 선의 연락선을 주행한다.
이 계열은 1966년 12월에 운전을 개시하였다. 교토 - 가시코지마 구간의 195.2km는, JR을 제외한 사철 특급중에서도 운전 거리가 가장 길다.
운전 개시 당초에는 2왕복을 설정했다. 교토 선·가시하라 선과 오사카 선·야마다 선의 가선 전압이 다르고, 차량 한계도 서로 달랐기 때문에 협폭 전용 18m급의 차체를 구비한 복전압차인 18200계를 사용하여 단독 운전을 하였다. 그러나 오사카 선의 단선 구간에서 운행 가능한 횟수의 제한이 풀려 오사카 선 계열의 특급이 증발되었고, 동시에 게이이 특급도 5왕복으로 증발된 이듬해인 1967년 12월부터 야마토야기 - 우지야마다 구간에서 한이 을특급과의 병결이 실시되었다. 신아오야마 터널의 개통에 따른 오사카 선의 전 구간 복선과 완공에 따라서 운송력에 여유가 생긴 1976년 3월부터 게이이 특급의 단독 운행이 다시 시작되었고, 동시에 대부분의 열차가 야마토야기 - 마쓰사카 구간을 무정차 통과하게 되어 갑특급과 을특급의 중간정도의 성격인 열차가 되었다. 그 후의 수요 저하로 인해 2003년 3월부터 나바리 역과 이세나카가와 역이 정차역으로 추가되었고, 한산 시간대의 일부 열차가 야마도야기 - 가시코지마 구간에서 한이 을특급과의 병결 운행을 다시 시작했다.
2012년 3월 10일의 다이어 개정부터, 모든 열차가 이스즈가와 역에, 아침의 상행 1편과 저녁의 하행 2편이 다카노하라 역에 정차할 예정이다.
정차역 (단독 운행시)
교토 - 긴테쓰탄바바시 - 야마토사이다이지 - 야마토야기 - 나바리 - (사카키바라온센구치) - 이세나카가와 - 마쓰사카 - 이세시- 우지야마다 - 도바 - 시마이소베 - 우가타 - 가시코지마
정차역 (한이 을특급과의 병결 운행시)
교토- 긴테쓰탄바바시 - 야마토사이다이지 - 야마토야기 - 하이바라 - 나바리 - 이가칸베 - 이세나카가와 - 마쓰사카 - 이세시 - 우지야마다 - 이스즈가와 - 도바 - 시마이소베 - 우가타 - 가시코지마
※오사카·교토에 가까운 쪽 4량이 교토 행이고, 가시코지마에 가까운 쪽 4량이 오사카난바 행이다. 차량 번호는 교토 행이 A-D호차이고 오사카난바 행이 1-4호차이다(가시코지마에서 가까운 쪽이 1·A호차이다).
- 괄호 안은 일부 열차만 정차
- 사카키바라온센구치 역에는 아침 마쓰사카 발 상행 1편만이 정차한다.

### 게이카시 특급

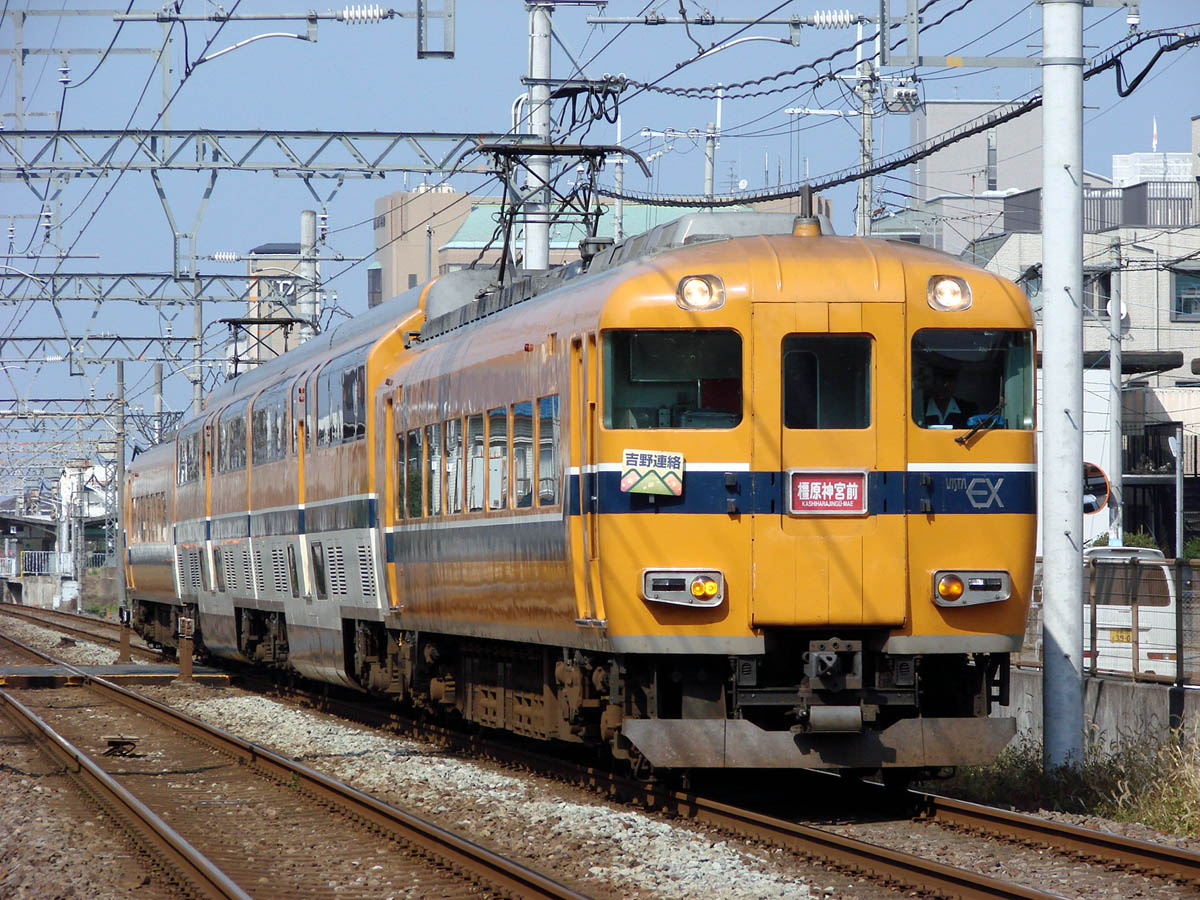
게이카시 특급 : 30000계 (비스타 EX)
(우네비고조마에 - 가시하라진구마에 구간)

게이카시(일본어: 京橿)특급은 교토와 나라현 중부를 잇는 열차로, 교토·야마토사이다이지 - 가시하라진구마에 구간에서 운전된다. 1964년 10월, 전년 1월에 설정된, 특급 요금이 필요하지 않은 '특급'을 격상한 형태로 나라 전기 철도부터 승계한 모680형·모690형을 개조한 680계를 사용하여 운전을 시작했다.
긴테쓰 특급이 도시간 속달 열차로부터 신칸센을 부양선으로 하는 특급 네트워크의 형성으로의 전환을 하게 된 계기가 바로 이 계통이다.
교토 방면에서 가시하라 신궁으로의 참배객 운송 외에도, 후술할 요시노 특급이나 신칸센 또는 호쿠리쿠 지방에서 운전되는 특급등과 연계하여, 교토·히로시마·후쿠오카·가나자와에서 아스카·요시노로 관광객을 운송하는 역할도 담당하고 있다.
2012년 3월 10일의 다이어 개정부터, 낮 시간대의 일부 열차가 게이나 특급과 병결되어 운행할 예정이다.
2002년 이후, 게이한 연선(히라카타시·데마치야나기·산조 등)에서의 접근 편리성을 위해, 긴테쓰탄바바시가 표준 정차역이 되었는데, 그 이전에는 연말연시의 종야(終夜)운전시에만 임시특급이 정차했었다. 다만 특급요금과 보통운임의 합계가 JR보다도 비싼 것이나 이용객이 매우 많은 신타나베 역·오쿠보역·다케다역을 통과하기 때문에 특급의 이용률은 결코 좋다고 말할 수 없으며, 오히려 급행의 이용률이 더 높은 경우가 있다.
교토에서 18:30 이후에 발차하는 하행 열차는 후술할 게이나 특급도 포함해서 다카노하라 역에 정차한다. 이것은, JR의 '홈 라이너'와 같이 통근객의 유도를 꾀하고 있기 때문이다. 다만, 게이이 특급에 관해서는 해당 시간에 열차가 운행하지 않기 때문에 다카노하라 역에 정차하는 열차가 없이 상행 1편만 정차하나, 2012년 3월 20일의 다이어 개정때부터 아침에 상행 열차의 정차 개시와 하행 열차의 저앛 시간이 교토 역에서 17:00발 이후로도 확대되기 때문에 게이이 특급의 일부가 다카노하라 역에 정차할 예정이다.
과거에는 야쿠지지에서 히라야마 이쿠오의 벽화가 공개되었던 2001년, 벽화 관람객의 편리를 위해 일부 토휴일에 일부 특급이 니시노쿄 역에 임시로 정차하였다. 이 때는 니시노쿄 역에 쿠폰권 단말기(F형 단말기)가 임시로 설치되어 특급권의 발권 처리가 가능했었다. 또한, 2009년 11월 2일의 도쇼다이지 금당 대수리 낙경 법요와 같은해 11월 7일의 야쿠지지 진산 봉고(奉告)법요 때에는 니시노쿄역을 발착하는 임시특급이 운전했었다. 2010년 3월의 다이어 개정부터는 니시노쿄 역이 토휴일 다이어에서 낮 시간대에 한해 게이카시 특급의 정식 특급 정차역이 되었고, 2012년 3월 20일의 더디어 개정부터는 평일 낮 시간대에도 정차하게 될 예정이다. 또한 야쿠지지에서 이벤트가 개최되는 때에는 그 이외의 시간대에 임시 정차할 예정이다.
정차역
교토 - 긴테쓰탄바바시 - (다카노하라) - 야마토사이다이지 - (니시노쿄) - 야마토야기 - 가시하라진구마에
- 괄호 안은 일부 열차만 정차
- 다카노하라 역은 교토 역을 18시 30분 이후에 발차하는 열차가, 니시노쿄 역은 토휴일 다이어 중 낮 시간대에 운전하는 열차가 정차한다.

### 게이나 특급

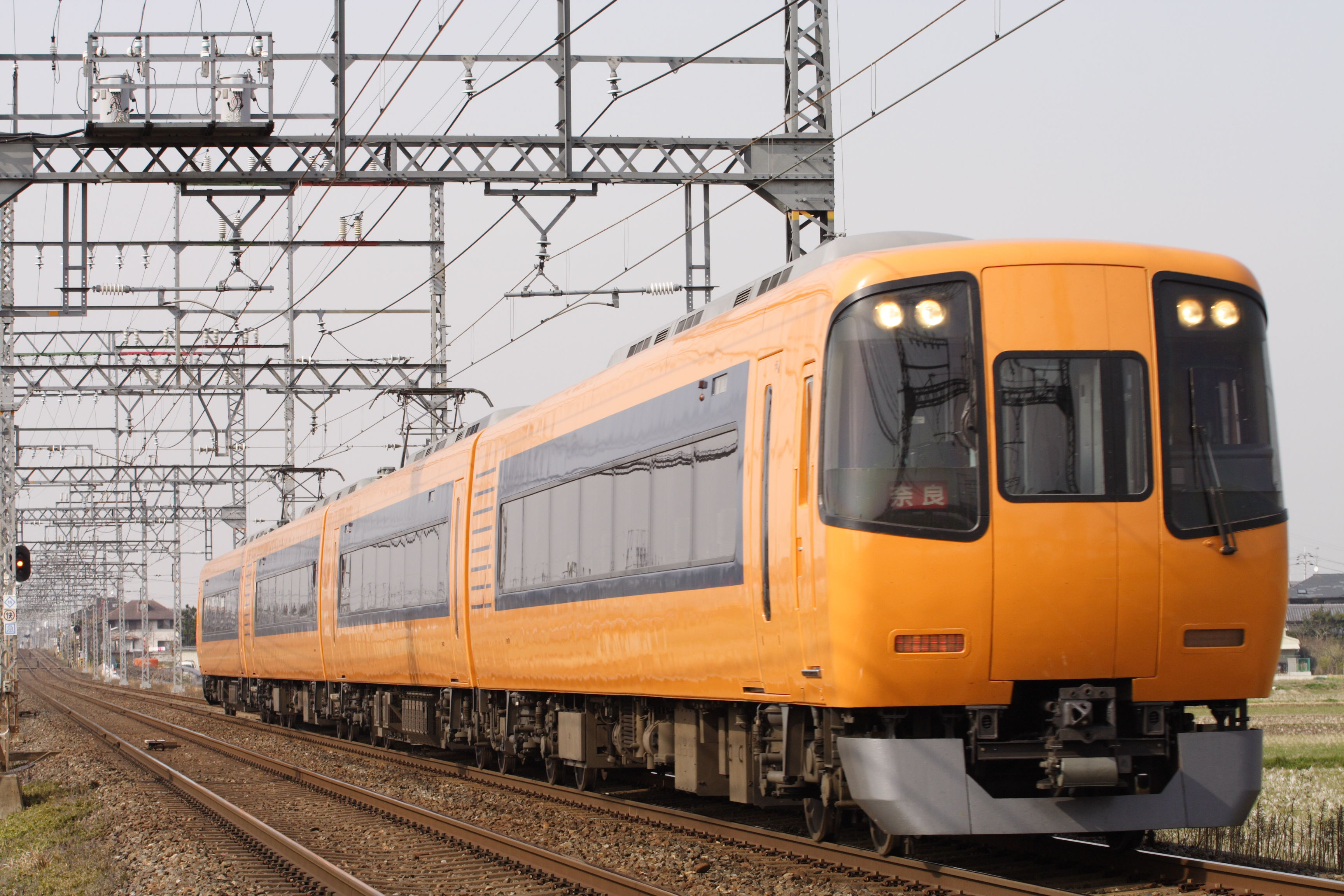
게이나 특급 : 22000계 (ACE)
신호소노 - 고마다 구간)

게이나(일본어: 京奈)특급은 교토 시와 나라시를 잇는 열차로, 교토 - 긴테쓰나라 구간에서 운전된다. 유료특급으로서는 게이카시 특급보다 2개월 늦은 1964년 12월부터 운전을 개시하였다. 교토 선이 나라 전기 철도가 운영하던 시대인 1954년 10월부터 운전을 개시한, 특급 요금이 필요하지 않은 '특급'을 격상한 형태로 등장했다.
후술할 한나 특급과 같이, 교토 - 나라 구간 39.0km라는 단거리를 운행하는 특급이나, 이 열차는 교토 시와 나라 시 이 두 개의 고도(古都)를 잇는 열차이기 때문에 관광 측면에서나 도카이도 신칸센 이용객을 나라 방면으로 운송하는 측면이 강하고, 종일 보통 30분당 1편이 운전된다. 이 계통은 23000계가 운용되는 경우도 있으며, 30000계가 다수 충당된다. 교토 시 교통국 지하철 가라스마 선 방면에서 입선하는 급행이 낮 중 시간당 2편(이 외에 긴테쓰쿄토 발착 급행이 시간당 1편)이 운전되는데, 이 열차가 교토 시 중심부에서의 이용 편리성이 높은데다 교토 - 나라 구간의 소요 시간도 15분 정도이므로, 러시 아워 시간대나 관광 시즌 이외에는 이용률이 적다.
2012년 3월 20일의 다이어 개정때부터 낮 시간대의 일부 열차가 게이카시 특급과 병결되어 운전할 예정이다.
정차역
교토 - 긴테쓰탄바바시 - (다카노하라) - 야마토사이다이지 - 긴테쓰나라
- 괄호 안은 일부 열차만 정차
- 다카노하라 역은 교토를 18시 30분 이후에 발차하는 열차가 정차한다.

### 한나 특급
한나(일본어: 阪奈)특급은, 오사카와 나라 시를 잇는 열차로, 오사카난바 - 긴테쓰나라 구간에서 운전된다. 1973년 9월에 운전을 개시했다. 오사카난바 - 긴테쓰나라까지는 32.8km로 긴테쓰 특급중에서는 가장 짧은 거리를 운전하기 때문에, 이 계통은 JR의 '홈 라이너'라는 성향이 더 강하고, 평일의 운전은 거의 통근 시간대와 심야에 한정되어 있다.
과거에는 평일 낮중에서 1시간 간격으로 운전을 하였으나, 나라 선은 각종 열차 종별이 몰려있는 과밀한 다이어를 구성하고 있는데다가 평균적으로 운전 거리가 짧고, 야마토사이다이지 역에서 교토 선과 가시하라 선과 평면 교차를 했기 때문에 운행 조건도 좋지 않아, 한나 특급의 지연이 당연시되었다. 또한 정차역이 적은 쾌속급행(후술)등과의 관련도 있어, 다이어에 여유를 두기 위해 일반 열차에 충실하는 것으로 목표를 바꾸고 1999년 3월의 다이어 개정부터 이용률이 적어진 평일 낮중의 특급(6왕복)을 폐지하였다.
1956년 11월부터 한나 특급의 운전이 개시되기 전의 나라 선에서는 통근형 차량을 사용한, 특급 요금이 필요하지 않은 '특급'이 설정되어 있었는데, 이 열차는 1972년 11월에 정차역이 추가되어 쾌속급행으로 열차 종별이 바뀌었다. 한나 특급이 설정되지 않은 시간대에는 쾌속급행이나 급행이 오사카난바 - 긴테쓰나라 구간에서 속달 운송을 목적으로 하고 있었는데, 1997년 이후로는 롱시트와 크로스시트 양쪽으로 전환 가능한 좌석을 구비한 일반 차량인 L/C카가 나라 선의 쾌속급행과 급행의 일부를 중심으로 투입되었다. 이것은, 한나 구간의 운송에서 경합하는 서일본 여객철도(JR 서일본)의 221계를 사용한 야마토지 쾌속에 대한 대응책으로 보인다.
한나 특급에서는 2011년 3월 15일까지는 21000계와 23000계(2009년 3월의 다이어 개정때까지 운용되었다)의 디럭스카를 특례로 추가 요금 없이 이용할 수 있었으나, 같은날부터 다른 노선과 마찬가지로 특별차량 요금이 필요하게 되었다.
정차역
오사카난바 - 오사카우에혼마치 - 쓰루하시 - 이코마 - 가쿠엔마에- 야마토사이다이지 - 긴테쓰나라

### 요시노 특급

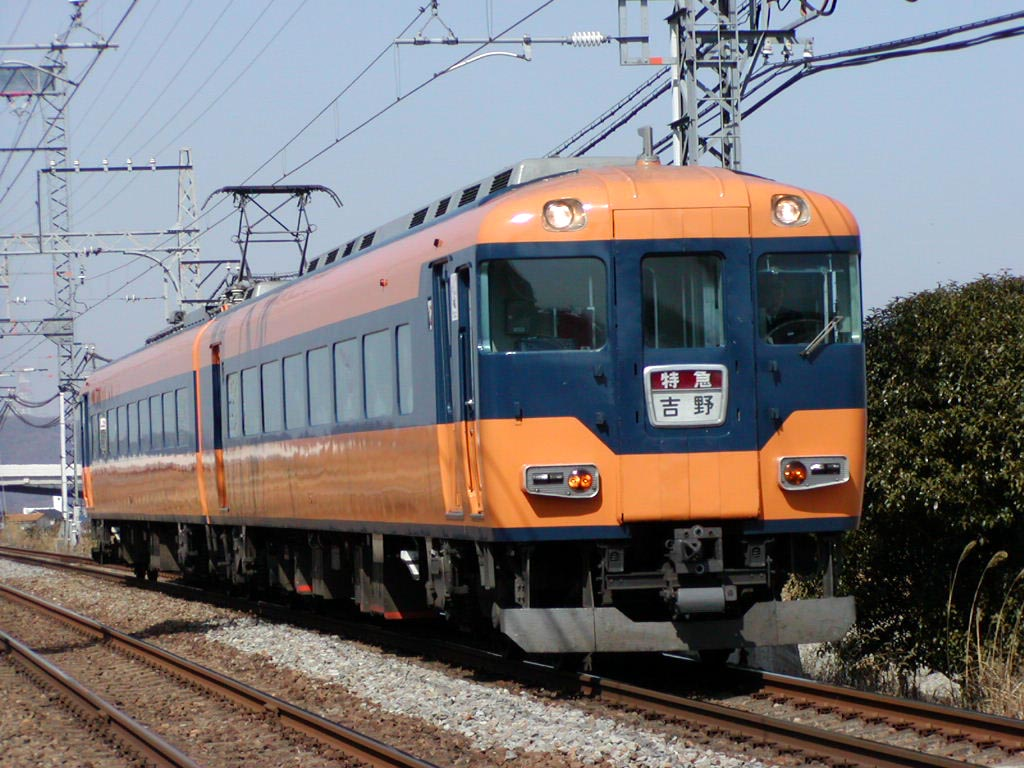
요시노 특급 : 16010계

요시노(일본어: 吉野)특급은 오사카와 나라 현 중부의 요시노정을 잇는 열차로, 오사카아베노바시 - 가시하라진구마에·무다·요시노 구간을 운전하는 열차다. 1965년 3월에 운전을 개시하였다. 미아미오사카 선·요시노 선은 역사적인 경위로부터 궤간이 1067mm(협궤)로 다른 특급이 주행하는 1435mm(표준궤)와는 다르기 때문에 직통 운전이 이루어지지 않고 단독으로 운전되고 있다. 오사카 방면에서 가시하라 신궁·아스카·요시노로의 관광객 운송과, 전술한 게이카시 특급과의 연락 운송, 그리고 통근 운송을 담당하고 있다.
운전 개시 당초의 정차역은 가시하라진구마에·시모이치구치·야마토카미이치·요시노진구 이렇게 4역이었으나, 관광객의 감소와 통근수요의 증가로 인해 정차역이 차례차례 추가되어, 1999년의 다이어 개정에서 현재의 11역이 정차역으로 되었다. 이 때문에 오사카아베노바시 - 요시노 구간(영업 거리 65.0km)의 최고 속력으로 운행하는 열차는 운전 개시때의 68분에서 현재는 74분으로 늦춰졌다.
또한, 12월 31일부터 1월 1일까지는 종야(終夜)운전을 하는 '에쓰넨 호'(일본어: 越年)는 보통은 통과하는 후루이치역에 정차한다. 이 열차는 특급요금을 징수하나 기본적인 운전 구간 내에서는 급행과 같은 역에 정차하기 때문에 소요 시간의 격차가 크다.
2012년 3월 20일의 다이어 개정때부터 아침 러시 아워 시간대의 상행과 야간의 하행 열차가 후루이치 역에 정차할 예정이다.
가시하라진구마에 - 요시노 구간에서는 요시노 선의 전신인 요시노 철도의 개업 이래로 내려온 급격한 산악 구간이 있는데, 급커브와 구배가 연속으로 이어지는 단선 구간으기 때문에, 이 구간의 소요 시간은 다른 열차종별과 비교해도 단축되지 않는다. 또한, 미나미오사카 선내에서도 전 구간이 복선이나 전신인 오사카 철도 시대의 선형을 그대로 승계하였기 때문에, 고가구간 이외에서는 50km/h에서 80km/h가 제한최고속도로 설정되어 있어 최고 속도가 오사카 선이나 나고야 선보다 10km/h 짧은 110km/h로 설정되어 있어, 타선구의 특급에 비해서 표정 속도가 비교적 낮은 다이어가 구성되어 있다.
1999년의 다이어 개정에 의해 정차역의 증가로 요시노 선 내에서는 과반수의 역에 정차하기 때문에, 미나미오사카 선과 요시노 선을 이용할 경우 특급 요금의 거리 가산이 없이, 전 구간이 500엔으로 통일되었다. 개정 전에는 오사카아베노바시 - 요시노의 전 구간을 승차할 경우, 870엔이었다가 현재는 대폭 낮아진 상태이다.
정차역
오사카아베노바시 - 샤쿠도 - 다카다시 - 가시하라진구마에 - 아스카 - 쓰보사카야마 - 요시노구치 - 후쿠가미 - 시모이치구치 - 무다 - 야마토카미이치 - 요시노진구 - 요시노

## 임시 운행되는 계통

### 덴리 착발 임시 특급
천리교 월차제(祭)(매월 26일)나 그 외의 천리교의 제례 행사시에, 덴리린(일본어: 天理臨)으로서 교토·긴테쓰나고야에서 덴리 선 경유로 덴리역까지 임시특급열차가 설정되어있다.
덴리 선 내에서는 기점인 히라하타 역을 포함하여 모든 역을 통과하고, 타 노선에서는 게이카시 특급·메이한 을특급이 정차하는 역에 준하여 정차한다(다만 토휴일 다이어 실시실에는 교토 착발 열차는 니시노쿄 역에도 정차한다). 또한 긴테쓰나고야 착발 열차는 단체임시열차로 취급되나 긴테쓰나고야 - 야마토야기 구간에서 메이한 을특급과 병결 운행한다.
특급권은 교토 착발 열차는 다른 특급과 같이 인터넷을 통한 예약이나 구입등이 가능하여, 일반 승객도 이용이 가능하다.
긴테쓰나고야 착발 열차는 천리교 아이치 지구의 단체 열차로서 취급되기 때문에 역의 시각표에는 표시되지 않고 인터넷에서의 공석 조회도 대상에서 제외되므로, 원칙적으로는 일반 승객의 이용이 불가능하다. 그러나, 실제로는 당일 공석이 있으면 긴테쓰나고야 찰발 특급 정차역의 창구에서 특급권의 발매가 이루어진다. 또한, 차내에서 천리교 관계자가 특급권을 판매하기도 한다. 특급권의 앞면에는 '덴리 행'이라고 표시되나, 긴테쓰나고야 - 야마토야기 구간에서는 '덴리 행'이라 표시되지 않고 '오사카난바 행'이라고 표시된다. 야마토야기 역에서 난바 행과의 분리가 이루어지고, 열차는 '덴리 행'이라고 새롭게 표시된다(다만 야마토야기 역 내의 행선판에는 '화절'(貨切)이라고 표시되며, 덴리 역에서는 나고야 행 특급으로 안내된다).
2006년 1월 26일에는 덴리교 교주 124년 마쓰리의 집행에 따라 메이한 을특급과의 병결이 없이 예약도 이루어지지 않았고, 당초부터 일반 여객을 대상으로 한 긴테쓰나고야 착발 임시특급도 설정되었었다.

### 메이나 특급
메이나(일본어: 名奈)특급은 나고야 시와 나라 시를 잇는 열차로, 헤이조 천도 1300년 마쓰리에 따라 긴테쓰나고야 - 야마토사이다이지 구간에 1왕복 운전된 임시 열차이다. 2010년 4월 24일부터 2011년 2월 27일의 토휴일(다만, 덴리 착발 임시특급등의 중요한 날이나 연말연시, 1월의 3일 연휴동안 운휴)에 운전되어, 헤이조 천도 1300년 마쓰리 종료 후에도 호평을 받았기 때문에, 2011년 4월 2일부터 6월 25일과 9월 3일부터 11월 23일의 토휴일에도 운전되었다. 2011년 4월 이후의 설정분부터는 니시노쿄 역이 새로운 정차역으로 추가되었다. 덴리 착발 임시 특급과 같이, 긴테쓰나고야 - 야마토사이다이지 구간에서는 메이한 을특급과 병결되어 운행한다. 2량 1편성의 22600계(Ace)에 한정되어 운용한다.
공식 사이트등에서는 직통특급으로 안내하고 있다.

### PL 하나비 임시 특급
2010년 8월 1일의 PL 하나비 예술의 개최에 따라 오사카아베노바시 → 돈다바야시 구간에서 운전된 임시특급열차였다.
회원제 열차로 취급되었기 때문에 이 열차에 승차할 경우네는 PL 하나비 예술 야외 관람권 부착 승차권(주로 특급권에 붙어있었음)을 구입해야 할 필요가 있었으므로 이 임시특급만 특급권의 구입이 없이 당일 공석이 있는 경우 오사카아베노바시 역에서 특급권을 판매했다. 차량은 22600계 사쿠라 라이너가 사용되었다.

### 유노야마 특급

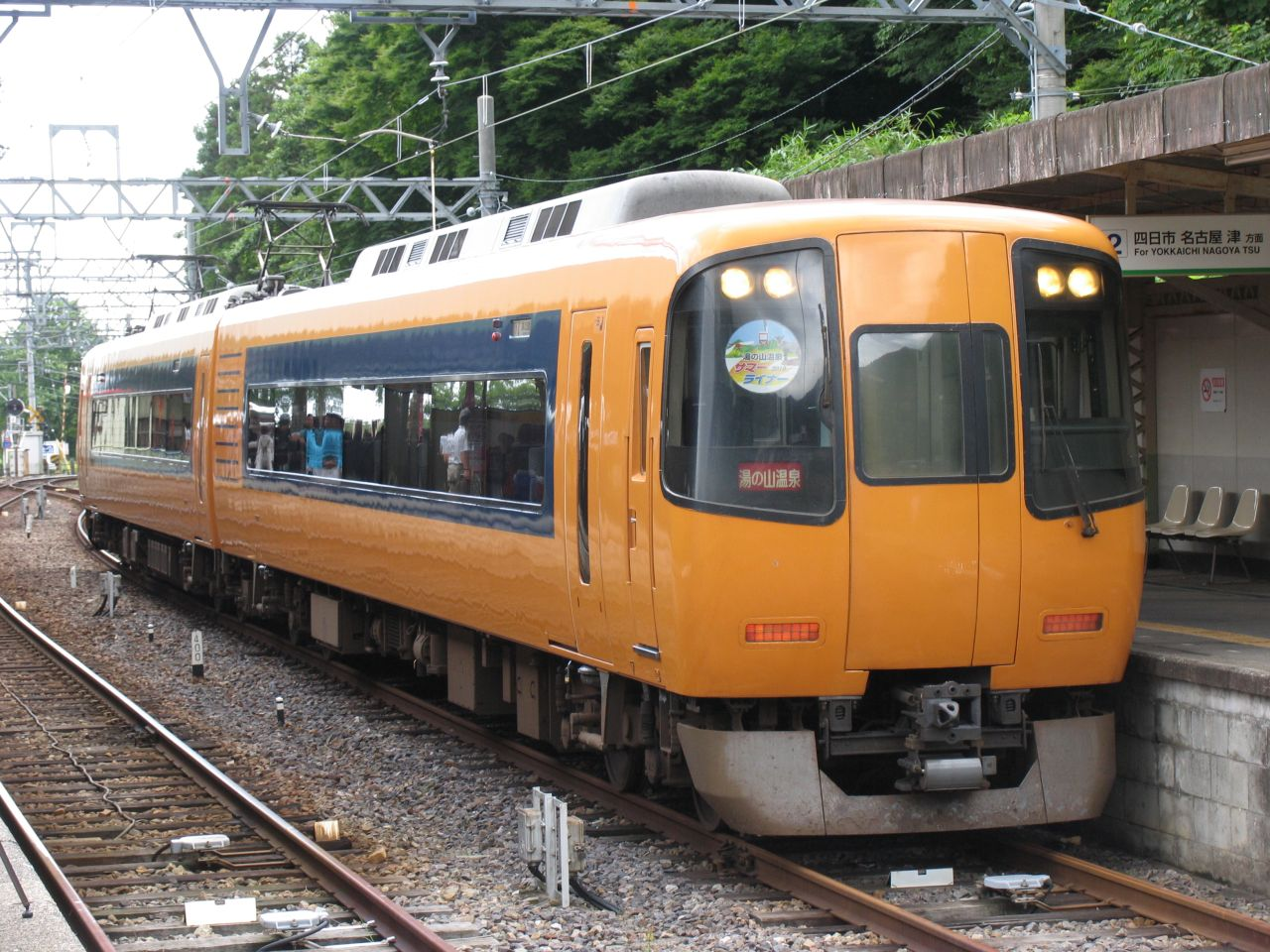
유노야마 온센 서머 라이너 :
22000계(ACE) (유노야마온센 역)

오사카·나고야와 미에현 북서부의 위치한 유노야마 온천을 잇는 열차로, 정기 열차로서는 1965년 7월에 운전을 개시하여, 긴테쓰난바(현재의 오사카난바)·긴테쓰나고야 - 긴테쓰욧카이치 - 유노야마온센 구간에서 운전되었다(1983년 이전에는 우에혼마치(현재의 오사카우에혼마치 역)발착이었다).
1971년 12월 8일부터 긴테쓰욧카이치 부근의 고가화 공사에 의해 유노야마 선으로의 직통을 일단 중지하고 유노야마 선 내에서만 운전(당시 다이어 개정시에 5왕복 운전)하였다가 1973년에 고가화 공사의 완료로 이듬해인 1974년 9월 20일부터 우에혼마치·긴테쓰나고야에서 각 1왕복이 단독 운행하였다.
운전 개시부터 1976년까지와 1974년의 직통 재개부터 1980년까지는 우에혼마치부터의 유노야마 특급은 메이한 을특급의 루트를 이용해서 운행되었다. 1980년부터 1983년까지는 우에혼마치 - 유노야마온센 구간에서 단독으로 운전되었고, 을특급 표준 정차역중 나바리·시로코는 통과하였다. 1983년부터 1998년까지는 긴테쓰난바 시발 열차는 메이한 을특급과 병결되어 운전하였고, 유노야마 선이 분기하는 긴테쓰욧카이치 역의 구내 배선 관계상 시로코에서의 분할과 병결이 이루어졌다.
1974년 이후, 나고야 행 열차는 메이유(일본어: 名湯특급으로서 단독으로 운행하는 다이어가 짜여져 있었다. 긴테쓰나고야 시발은 1983년에 폐지되었고 이후 1997년까지는 유노야마온센 발 긴테쓰나고야 행 1편만 남아있었다. 유노야마 선내에서는 논스톱으로 운행하였고, 긴테쓰욧카이치까지의 정차역은 메이한 을특급과 동일하였다.
이 특급은 유노야마 온천을 잇는 다리로서 길게 사랑을 받았으나, 관광객이 자가용으로 옮겨가기도 하여 제2차 이용객이 감소해, 말기에는 긴테쓰욧카이치 - 유노야마온센 구간의 선내에서만 토휴일에 한해 2왕복 운전하는 형태(다만, 긴테쓰욧카이치에서 메이한 을특급과 접속했다)였다가, 이용객의 감소가 계속되어 2004년 3월의 다이어 개정에서 폐지되었다.
2008년에는 고자이쇼 로프웨이의 개통 50주년과 스즈카 국정 공원 지정 40주년을 기념하여 7월 하순부터 8월 하순까지의 토휴일 총 9일간 긴테쓰나고야 - 유노야마 온센 구간에서 임시특급이 운전되었다. 또한, 2009년에도 '유노야마온센 서머라이너'로서 7월 하순부터 8월 하순의 토휴일 총 9일간 긴테쓰나고야 - 유노야마 온센 구간에서 임시특급이 운전되었다. 차량은 2008년과 2009년에 12200계 2량 1편성 전차로 운전되었다. 2010년과 2011년에도 운행되었는데, 22000계 2량 1편성 전차가 사용되었다.
2008년부터 시작된 임시특급에 승차하여 유노야마 온천으로 가는 승객은 승차 기념증이 차내에서 1인당 1장씩 배부되어, 고장의 관광 시설에서 다양한 특전을 받을 수 있었다(예 : 고자이쇼 로프뤠이의 운임 할인, 유노야마 온천 여관조합 가맹 시설의 일부에서 당일 입욕이 무료로 가능한것 등)

## 과거에 운행되었던 계통

### 한케이 특급
한케이(일본어: 阪京)특급은 오사카와 교토 시를 잇는 열차로, 긴테쓰 난바(현재의 오사카난바 역) - 교토 구간을 운행하는 열차로 1973년 3월에 설정되었다. 나라 선의 후세 - 야마토니시다이지 구간에서는 최초의 유료 특급이었다. 게이한 구간을 잇는 도카이도 본선·한큐 전철 교토 본선·게이한 전기 철도 게이한 본선과 함께 '제4의 게이한 구간의 특급'이라고 불렸다가, 당시 국철의 신쾌속이 같은 구간을 29분(교토 - 오사카), 한큐의 특급이 약 40분대(가와라마치 - 우메다), 게이한의 특급이 46분(산조 - 요도야바시)에 주파하는데 반하여 이 특급은 긴테쓰 난바 - 교토 구간을 58-62분이 소요되어 나라 선, 가시하라 선 연선으로부터 오사카·교토로의 '좌석 확보 열차'라는 사명이 강한, 게이한 구간의 운송을 주 목적으로 하지 않는 말도 안 되는 일이 일어났다. 그러나 교토로부터 이코마 시·오사카 미나미 지역(난바 일대)에는 유일한 직통 열차여서 오사카 등으로 환승해가려는 승객이 대부분이었고 데즈카 산 학원 통학자의 이용이 약간이었다.
1980년대 후반에는 긴테쓰 교토 선 남단부분 지구와 나라 선 동부 지구가 '게이한나 지구'라는 이름으로 불리게 되어, 이 열차도 게이한나 특급으로 불리게 되었다가, 여객 수의 감소 등으로 한나 특급과 게이나 특급으로 계통이 분할되었다가 1992년 3월 시각표 개정에서 사라졌다.

### 나이 특급
나이(일본어: 奈伊)특급은 나라 시와 이세지마를 잇는 열차로 1970년 3월에 1왕복으로 설정되었다. 교토 - 이세지마 구간을 달리는 게이이 특급의 기점역을 긴테쓰 나라 역으로 변경한 이외에 게이이 특급과 같은 구간을 운행하는 형태였다. 또한 이 선로 구배의 관계로 야마토니시다이지 역에서 방향이 전환된다. 게이이 특급과 마찬가지로 야마토야기 - 가시코지마 구간에서는 한이 을특급과 병결해서 운행했다.
1972년 11월 7일에 게이이 특급과 통합되면서 사라졌다. 이후로는 긴테쓰 나라역에서 이세 방면으로 직통하는 열차는 설정되지 않고 있다.

## 승무원
긴테쓰 특급 운전사는 차장이나 운전사를 5년 이상 근무한 경력자에 한하여 교육·실시 훈련을 시킨 뒤 특급 담당자로 배정한다.

## 요금체계

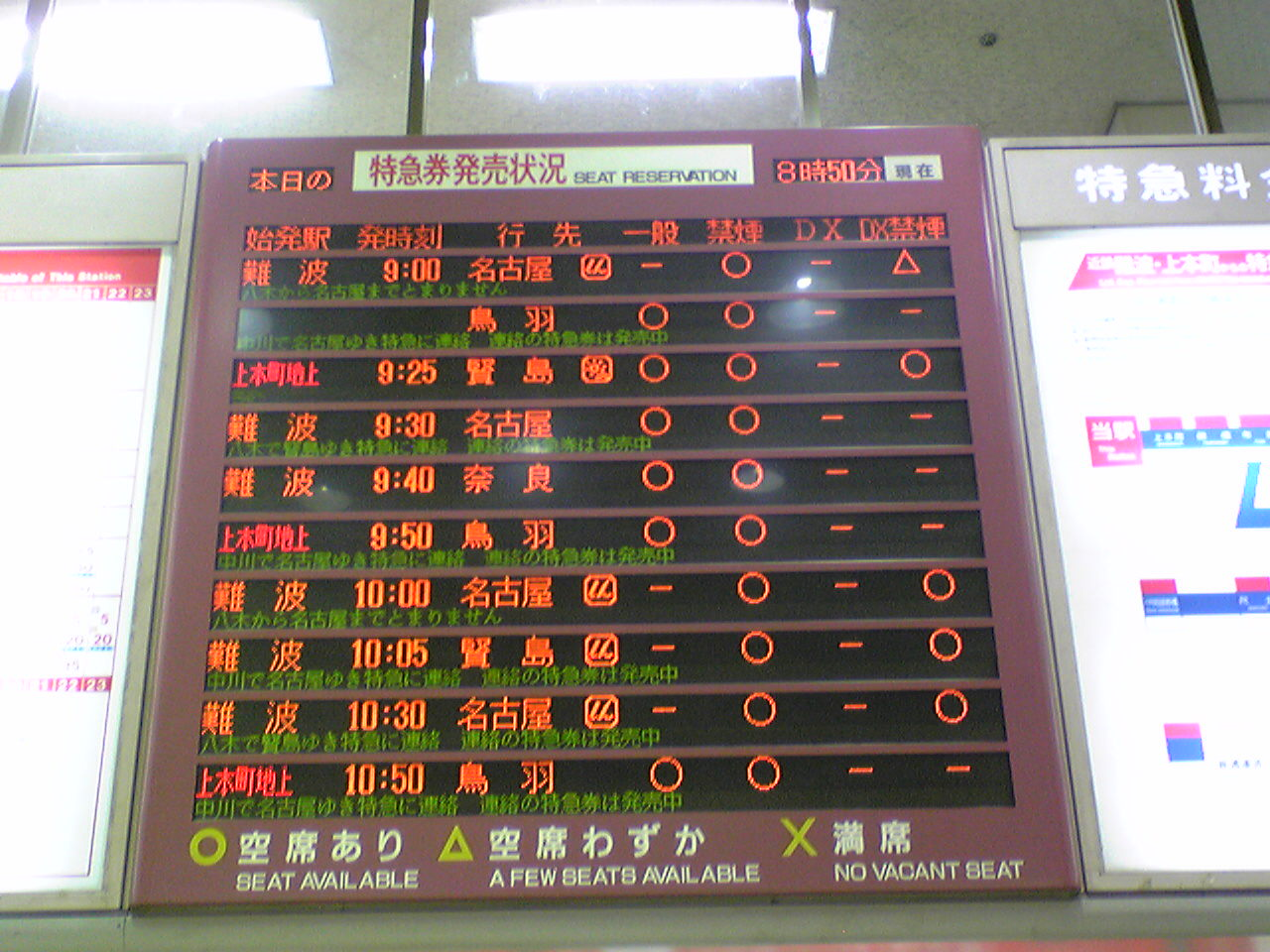
특급권 발매 현황
(긴테쓰난바 역(현재의 오사카난바 역):현재는 철거)

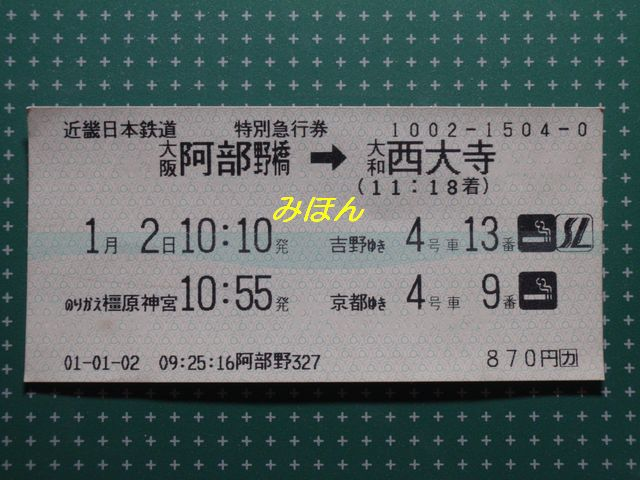
두 열차를 승계할 경우에 1장으로 발행되는 특급권의 예

긴테쓰의 특급 열차는 현재는 모두 유료특급으로, 승차권 외에 특별급행권(특급권)이 필요하다. 특그권은 원칙적으로 승차일의 1개월 전(전월의 같은날, 해당하는 날이 아닐 경우 당월 1일)의 10시 30분부터 발매된다. 왕복으로 동시에 요구할 경우, 오사카난바 - 쓰루하시 구간의 각역과 긴테쓰나고야에서 승차하는 경우 또는 이세시 - 가시코지마 구간의 각역과 시모이치구치 - 요시노 구간의 각역(무다 역은 제외)을 주로(主路)로 발착하여 편도 81km 이상 승차할 경우, 복편 승차권을 1개월 1일 전부터 발매해 왕복권동시 구입이 가능하다(인터넷 예약은 불가능하다). 다만, 예외적으로 연말연시의 특급권은 12월 1일에 발매된다(최대 1월 8일분까지 발매할 수 있다).
| 거리(km)  | 특별급행요금 (단위:엔) |
| --------- | ---------------------- |
| 1 - 40    | 500                    |
| 41 - 80   | 870                    |
| 81 - 140  | 1,280                  |
| 141 - 180 | 1,560                  |
| 181 -     | 1,850                  |

다만, 미나미오사카 선·요시노 선 구간만을 이용할 경우, 거리에 상관없이 일률적으로 500엔이다.
특별차량요금(디럭스카)
거리에 대응해서 가격이 달라진다(어린이 반액). 어반 라이너·이세시마 라이너·사쿠라 라이너(리뉴얼 편성에 한함)에 설치되어 있다.
1989년 3월 31일 이전(소비세 도입 전)에는 JR의 그린 요금과 같이 통행세 10%를 포함하여 300엔이었다. 1989년 4월 1일에 통행세(10%)가 폐지되고 소비세(3%)가 도입되어, 약 7% 할인된 280엔이 되었다. 그 후, 400엔으로 요금이 인상되었고, 1997년 4월 1일에 소비세율이 3%에서 5%로 인상되어 410엔이 되었다(2011년 3월 15일까지는 한나 특급에 승차하는 경우 특별차량요금이 필요 없었다). 2011년 3월 16일부터 단거리 특별차량의 이용을 촉진하기 위해 거리에 대응했던 가격 체계를 개정해서 한나 특급에 승차하는 경우에도 디럭스권이 필요없게 되었다. 또한 메인 이용 구간인 메이한 구간(181km 이상)은 410엔에서 500엔으로 요금이 인상되었다.
| 거리(km)  | 특별차량요금 (단위:엔) |
| --------- | ---------------------- |
| 1 - 80    | 200                    |
| 81 - 140  | 300                    |
| 141 - 180 | 400                    |
| 181 -     | 500                    |

살롱카(컴파트먼트석)
특급권 대신 '살롱권'을 구입해 이용할 경우 좌석정원분의 어른 특급요금이 필요하다(2인용과 4인용이 없으며 어린이 반액이다). 이세시마 라이너에 설치되어 있다.
그룹 전용석
2010년 4월 29일부터 30000계 비스타 EX의 2층 차량의 1층 부분 좌석에 3명에서 5명분의 그룹 전용석으로서 발매하고 있다. 그룹 전원이 같은 구간을 이용할 경우, 특급권을 1장 발매한 것으로 보고 발행된다. 인터넷 예약은 불가능하다. 같은날부터 30000계 1편성의 1층 좌석이 그룹 전용으로 개조되었고, 남은 14개 편성도 순차적으로 개조되고 있다. 개조 전의 차량도 그룹 전용석을 취급한다.
특급의 승계

사전에 특급권을 구입할 때에 한하여, 다른 계통의 특급을 30분 이내로 승차할 경우 요금이 합계 계산된다(횟수는 상관이 없다). 다만, 살롱카를 이용할 경우는 제외된다. 좌석 예약 시스템상 3번 승계하여 4번째 열차까지(발권기나 인터넷 예약으로는 2번 승계하여 3번째 열차까지)를 1장의 특급권으로 발매 가능하다. 승계 전후의 차량의 편성이 다른 경우가 많아, 차량 번호나 좌석의 위치(통로측·창측)은 지정되지 않는다.
지연이 일어날 경우
사고나 천재지변 또는 그 외의 원인으로 다이어에 혼란이 생겨 착발이 1시간 이상 지연되었을 때 이용을 중지할 경우, 특급요금이 전액 반환된다. 다만 회수특급권이나 특급카드의 경우에는 지정 취소의 처리를 하는 대신, 요금 반환은 일절 이루어지지 않는다.
특급권이 필요하지 않은 구간
과거의 한나 특급은 특급권이 필요 없었는데, 이 특급이 현재의 쾌속급행이 생겨난 이후에도 특급권이 필요하지 않은 구간이 존재하지 않고, 현재는 긴테쓰 특급에 승차할 경우, 어느 구간이라도 특급권이나 특금요금이 포함된 기획 승차권(마와랸세 등. 다만 지정 좌석은 예약할 필요가 있다)이 필요하다. 또한 임시특급이 운전되는 경우에도 정기열차와 마찬가지로 특급용 차량을 이용할 경우, 전차 지정석 특급으로서 운전된다.
흡연석과 금연석
타사의 특급열차에는 흡연이 가능한 차량이 전면 폐지되었으나, 긴테쓰 특급은 2011년 현재에도 흡연 가능한 차량이 연결되어 있다. 구입시에는 지정석 예약이 가능하다. 또한 '어반 라이너 next'가 2002년에 등장한 후에 제조되거나 리뉴얼된 차량은 좌석을 전면 금연으로 한 상태에서 흡연 공간을 설치하였다. 다만, 구형 특급차량은 2002년 이후에 B갱신(2번째 보수 공사)를 실시한 차량에도 흡연 공간의 설치는 이루어지지 않고 있다.
흡연 가능한 차량은 2011년 현재 표준궤 구간의 일반 특급(메이한·한이·메이이·게이이·게이나·게이카시)와 1호차와 5호차 또는 A호차와 E호차를, '이세시마 라이너'는 1호차만, 요시노 특급의 일반 특급은 짝수 호차를 지정하고 있다. 표준궤 구간의 일반 특급에 사용되는 범용 특급차('비스타 EX'도 포함)는 운용에 다라 흡연차가 없거나 금연차가 없는 차량이 존재한다. 이 경우, 차내 청결과 소방 관계상 흡연차를 금연차로 변경한다.
흡연 공간이 설치된 대신 좌석이 전체 금연인 차량은 '어반 라이너 next/plus'(편성당 2개 또는 3개)와 '사쿠라 라이너'(리뉴얼 후, 편성당 1개소), 22600계·16600계'Ace'의 각 차량(편성당 1개소)이다. 22600계의 경우, 1호차와 5호차, A호차와 E호차가 흡연 공간이 설치된 차량이 연결될 경우 흡연 공간의 사용이 가능하나, 3·7·9·C호차에 있는 경우에는 폐쇄되어 사용할 수 없다.

## 특급권의 판매소

### 긴테쓰의 역
긴테쓰가 운영하는 철도역의 경우, 모든 역에서 특급권 발매가 이루어지고 있으나, 원칙적으로는 이하의 해당하는 역에서 이루어지고 있다.
특급 정차역
승차권 발매 창구(마도구치, 일본어: 窓口) 또는 자동승차권 발매기에서 발매한다.(그러나, 요시노구치역은 창구 업무를 JR 서일본이 하고 있기 때문에, 근처의 오사카아베노하시 역에서 승차권을 발매한다)
정기권 즉시 발매역
창구 또는 자동승차권 발매기에서 발매한다.(대부분의 창구는 정기원 발매 창구와 겸용)

### 여행사
현재 18개의 여행사에서 긴테쓰의 특급권이나 승차권을 취급하고 있으나, 각 여행회사마다 취급하는 방식이 다르다.
1. 회사의 컴퓨터와 긴테쓰의 컴퓨터를 접속
기본적으로는 그 회사의 모든 지점이나 영업소에서 여행 회사의 선차권(쿠폰권)으로 구입할 수 있다. 이에 해당하는 여행사는 긴키 닛폰 투어리스트·JTB·일본여행·농협관광·게이한 교통사가 있다.
2. 자사의 지점이나 영업소에 긴테쓰의 단말기를 설치
긴테쓰의 단말기에서 발매하기 때문에, 긴테쓰 양식의 특급권을 구입할 수 있다. 단 단말기가 설치된 곳이 한정되어 있기 때문에 같은 회사에서도 구입할 수 있는 지점이나 영업소가 한정되어 있는 경우가 있다.
3. 자사의 센터에 긴테쓰의 단말기를 설치하여 찍어낸 뒤 지점으로 배송
여행회사의 센터에 긴테쓰의 단말기를 설치하고, 구입은 자사 내의 영업소나 지점에서 대행해주는 방식이다. 여행사에서 단발기로 발매 가능한 특급권을 각 지점이나 영업소에 배송하는 방식과 좌석 번호등의 필요한 정보를 지점이나 영업소레서 연락해 자사 단말기에 입력하여 발권하는 방식이 있다. 전자가 긴테쓰의 방식으로 발매되고, 후자는 그 여행사의 방식으로 발매된다.

### 긴테쓰 이외의 사철역
긴테쓰 선 시대부터 우에노 시에는 창구가 있어, 창구에 긴테쓰의 특급권 발권 시스템인 ASKA 시스템을 설치하여 이가 철도 이관 후에도 계속 발매되고 있다.
한신 전기 철도에서는 전술한 대로 2009년 3월 20일부터 산노미야 역에 한해 서 발매를 개시했다. 역장실의 창구에 ASKA 시스템을 설치해 특급권과 승차권을 발행하고 있다.

### 차내
특급권을 구입하지 않고 승차했을 경우, 차내에서 차장으로부터 좌석 무지정(착석 보증 없음)의 특급권을 구입할 수 있다. 이 경우, 특급요금이 할증되지는 않는다. 빈 자리에의 착석이 허가되었는데 그 좌석에 지정을 받은 특급권을 소지하고 있는 승객이 승차했을 경우에는, 좌석을 옮겨주고 입석해야 한다.

## 인터넷 예약 및 판매
2001년 3월부터, 인터넷 i모드(후에 EZweb·J-SKY(현재의 Yahoo! 휴대전화)에도 대응 가능해짐)에 도입된 특급권 인터넷 예약·발매 서비스를 긴테쓰 인터넷 예약·발매 서비스(일본어: 近鉄インターネット予約・発売サービス)라고 한다. 회원 등록제로 운용되며, 인터넷 예약이나 휴대전화에 의한 온라인 서비스로 특급권(특별차량요금과 살롱권을 포함한다. 이 부분은 아래에서 모두 같다)의 예약이나 구입이 가능하다. 회원에는 두 종류가 있는데, A회원은 신용카드 등록 또는 '긴테쓰 특급 티켓 리스 적립금 카드' 등록이 필요하며, 특급권의 구입(신용카드 또는 적립금 카드에 의한 결제) 또는 예약을 할 수 있다. B회원은 특급권의 구입은 불가능하며, 예약만 가능하다. 이용 가능 시간은 5시 30분부터 23시 30분까지다. 특급권의 수취는 긴테쓰 특급권 취급역의 창구나 대응되는 특급권 발매기에서 가능하다.

### 긴테쓰 특급 net포인트 서비스
2002년 3월부터 개시된 포인트 서비스이다. A회원이 인터넷 예약·발매로 특급권을 구입하면 구입액의 5%를 포인트로 적립해주는 서비스이다. 승차는 다음달 1일의 여부에 따른다. 유효 기간은 1년(취득한 다음해 같은달 말까지)으로, 특급권의 구입(인환)이 가능하나, 다른 지급 방법이나 수단과는 병용할 수 없다. 2007년 5월 25일부터 'KIPS PiTaPa 카드'에 의한 긴테쓰 이용의 여부에 따라 '깃피 포인트'(일본어: きっぴいポイント)(2011년 11월 16일부터는 'KIPS 포인트 서비스'로 변경)로도 긴테쓰 특급 net포인트로의 교환 서비스가 개시되었다.

### 긴테쓰 특급 티켓 리스 서비스
휴대전화에서 인터넷 예약과 발매를 통해 특급권을 구입할 경우, 특급권을 수취하지 않고도 승차 가능한 서비스이다. A회원이 신용카드로 특급권의 수취를 하거나, 긴테쓰 특급 티켓 리스 회원 등록을 할 수 있다. 티켓 리스 회원 등록을 하면 다음번에 구입할 때에 역에서 특급권의 수취와 티켓 리스가 선택 가능하다. 여기에서 티켓 리스를 선택하면, 휴대 전화의 경우에 화면에 구입한 특급권의 내용이 표시되며 그 화면을 휴대전화의 기능(예:화면 메모)로 보존할 수 있다. 컴퓨터의 경우엔 그 내역을 인쇄하면 그것이 특급권의 기능을 하게 된다. 특급권을 제시할 필요가 있는 경우, 그 보존한 화면 또는 인쇄한 특급권 내역을 제시하면 된다.
티켓 리스 구입을 하면 통상의 포인트 5%에 더해 티켓 리스 포인트 5%를 더해 10%의 포인트가 적립된다. 티켓 리스 서비스를 이용하려면, 결제에 이용할 신용카드나 긴테쓰 특급 티켓 리스 적립금 카드를 소지할 필요가 있다. 이것은 문제 발생시에 특급권을 구입한 본인이 맞는지 확인하기 위함이다.
2003년 3월에 요시노 특급(오사카아베노바시 - 요시노 구간)에서 휴대전화를 이용한 티켓 리스가 도입되어, 같은해 6월에 전 구간으로 확대되었다. 2006년 12월 11일부터 컴퓨터 화면을 인쇄하지 않고도 티켓 리스를 통한 승차가 가능하게 되었다.
티켓 리스화가 실현된 것은 특급권(디럭스권과 살롱권 포함)만으로, 승차하는 경우에는 별도의 승차권(IC 승차권·정기 승차권·회수권 카드등 포함)이 필요하므로 승차권을 포함한 완전한 티켓 리스화로의 실현은 현재로서는 기약이 없다.

### 긴테쓰 특급 적립금 서비스
2006년 12월 11일부터 종래의 신용 카드에 더해, 또는 특급 요금을 현금으로 결제할 경우에 가능하다. 이 서비스를 이용하기 위해서는 인터넷 회원 등록을 한 뒤에 역의 특급권 창구등에 비치되어 있는 '긴테쓰 특급 티켓 리스 적립금 카드'번호를 등록해야 한다. 티켓 리스 서비스를 이용할 경우에도 티켓 리스 회원 등록이 필요하다. net포인트도 신용카드처럼 가산된다.
적립은 현금을 통해, 대응하는 '정기권·특급권 자동 발매기'·'특급권 자동 발매기'·'특급권 창구'에서 가능하다. 회원을 탈퇴할 경우 금액을 돌려받기 위해서는 수수료 500엔을 물어야 하나, 적립금이 500엔이 되지 않을 경우에는 잔여 금액 전부가 수수료로 계산된다. 신용 카드와 적립금 카드 모두를 등록했을 경우에도 적립이 가능하나, 지급 단계에서는 병용할 수 없다.
2012년 2월 23일부터 아래와 같이 인터넷 예약과 발매 서비스에 새로운 서비스를 도입 또는 변경이 이루어질 예정이다.
1. 스마트폰에서의 이용이 가능해진다.
2. 퀵(Quick)구입 기능(티켓 리스 서비스에 한함) : 선택한 도착역에 가장 빨리 도착하는 열차를 자동적으로 검색 및 제안해, 더욱 빠른 특급권의 구입을 가능하게 한다.
3. 시트업(Seat-Up)좌석 선택 기능(티켓 리스 서비승 한함) : 특급권을 구입할 때, 시트 업을 통해 공석을 표시하고, 원하는 좌석의 선택이 가능해진다. 최대 8명분의 특급권 구입이 가능하다. 이용할 경우에는 환승이 필요하지 않은 직통 특급열차에 한한다.
4. 수수료 없이 열차의 변경이 가능한 횟수가 현행 1회에서 3회로 확대된다. 동시에, 요금이 다른 구간으로의 변경이나 좌석 종류의 변경도 가능해진다(변경 내용에 따라, 부족 요금의 징수나 과잉 징수액의 반환도 이루어질 예정이다).
5. 회원 등록 후, 첫 번째 이용때부터 티켓 리스 서비스의 이용이 가능해진다(현재는 최초 이용시에는 역에서 특급권의 수취가 필요했다). 긴테쓰 연선 외의 승객도 티켓 리스 서비스의 등록과 이용이 용이해진다.

## 특급 좌석 예약 시스템 (ASKA 시스템)
긴테쓰에서는, ASKA(All-round Services by Kintetsu and its Agencies)라는 시스템이 있다. JR의 MARS 시스템처럼 승차권류의 발매를 하는 시스템이다.

### 컴퓨터 구성
컴퓨터는 2대로 구성되어 있으며, 1대는 본번계로서 ASKA 시스템용 컴퓨터로 사용되고, 나머지 1대는 예비계로서 그 외의 목적(특급좌석 예약 이외, 그룹 회사용)으로도 사용된다. 본번계 컴퓨터에 이상이 발생했을 경우, 예비용 컴퓨터가 자동적으로 대체되어 시스텀을 정상적으로 작동시킨다. 또한 인터넷 예약이나 차장용 좌석확인 시스템에 대응하기 때문에 서버를 경유해서 호스트 컴퓨터에 접속하므로 처리의 일부를 서버가 담당하기도 한다. 한편, 컴퓨터 운영은 긴테쓰 정보 시스템에 위탁하고 있다.

### 주요 역사
- 1960년 : 일본전기(NEC)제 전용기에 의한 특급좌석 예약 시스템이 개시되었다. 당시에는 특급권의 발행이 이루어지지 않고, 단말기에 표시된 호차나 석번을 특급권에 인쇄하였다.
- 1970년 : 범용기(메인프레임)에 의한 좌석예약 시스템이 개시되어, 단말기에서의 발행이 가능해졌다. 동시에 호스트 컴퓨터를 NEC제에서 UNIVAC제(현재의 일본UNISIS)로 변경했다.
- 1971년 : 긴테쓰 닛폰 투어리스트 컴퓨터와 접속이 이루어졌다.
- 1976년 : 일본교통공사(현재의 JTB)의 컴퓨터와 접속이 이루어졌다.
- 1979년 : 특급권 자동 발권기의 사용이 개시되었다.
- 1984년 : 닛폰료코 컴퓨터와 접속이 이루어졌다.
- 1987년 3월 1일 : 특급좌석 예약 시스템을 온라인 특급권 발행 시스템(정기권 발행이 주목적)·기획여행 시스템(여행업무)을 합한 종합적인 시스템 ASKA 시스템으로 이행했다. 이후, 긴테쓰의 특급좌석 예약 시스템이 ASKA(아스카)라 불리게 된다.
- 1990년 : 정기권 자동발매기의 사용이 개시되었다.
- 1994년 : 특급 잔석 표시기의 사용이 개시되었다.
- 2001년 : 인터넷 예약과 발매가 개시되었다.
- 2002년 : 정기권과 특급권의 자동발매기의 사용이 개시되었다.

## 할인 티켓
특급 카드
특급요금을 지불하면 사용 가능한 카드이다.
맨스리비스타 14
특급요금의 500엔과 870엔 구간에 대해서만 판매되는, 14회분의 카드식 특급요금 회수권이다. 500엔 구간용은 6,000엔(약 14% 할인)이고 870엔 구간용은 9,800엔(약 19% 할인)이다. 유효 기간은 발매일로부터 1개월이다.
비스타카드 플러스
특급권·특별차량권·살롱권 전용 선불카드로 5,000엔에서 5,500엔분을 이용할 수 있다(약 9% 할인). 유효 기간은 발매일로부터 3개월이다.
긴테쓰 메이한 마루토쿠 티켓
오사카난바 - 긴테쓰나고야 구간의 승차권과 특급권을 세트로 한 회수권 타입으로, 레귤러 시트용과 디럭스 시트용의 두 개가 있으며, 다섯장과 열장용이 있다. 이 구간은 운임과 특급요금을 합쳐서 레귤러 시트로는 4,150엔이나, 레귤러 시트용 마루토쿠 티켓 5장이 17,500엔(한장당 3,500엔, 약 16% 할인), 10장이 32,500엔(한장당 3,250엔, 약 22% 할인)이다. 유효 기간은 발매일로부터 3개월이다.
이세시마 비스타4/요시노지 비스타4
이세 시 이남의 구간과 요시노 선내에서 이용 가능한 4장분 1,200엔의 특급 요금 회수권이다(통상요금 500엔 구간에서 1회에 300엔으로, 40% 할인이다). 유효 기간은 발매일로부터 3개월이다.

## 차내 판매
긴테쓰 특급에서는 이전에는 많은 노선에서 차내 판매가 계열사인 긴테쓰 관광에 의해 이루어졌다. 그러나 여행시 자택에서 도시락등을 직접 준비해 승차하는 승객이 늘었고, 긴테쓰 특급의 경우에는 평균 승차 거리가 짧은 점을 감안하였을 때, 차내 판매의 매상이 신통치 않아 차내 판매의 매상에서만은 흑자인 적이 없었다는 말이 있을 정도였다.
당시, 긴테쓰 특급 차내에서 물수건이 배포되었는데, 긴테쓰로부터 긴테쓰 관광으로의 물수건 매표 위탁료가 적자를 면하지 못하였다고 한다. 그러나 1990년대부터 특급 이용객(특히 관광 목적의 장거리 여행객)의 감소에 의한 차내 판매의 매상의 하락과 물수건 배포의 폐지(종이 물수건이 셀프화되었다)그리고 역의 매점이나 편의점등에서 상품을 사서 승차하는 승객이 늘었기 때문에 2002년부터 일단 영업을 중지했다. 한편, 열차에서는 1990년대부터 차내 판매르 개시하는 경우 판매원이 차내 판매를 한다는 안내를 차장실의 마이크로 방송하였다.
2006년 11월부터 토휴일 다이어에서 23000계로 운전되는 한이·메이이·게이이 특급 총 12왕복에서 차내 판매가 재개되었다. 재개된 차내 판매는 긴테쓰가 운영 및 실제 업무를 계열사인 긴테쓰 리테일 서비스에 위탁하여 이루어지고 있다. 2007년 10월 8일부터 토휴일 다이어의 낮 시간대의 메이한 특급(21000계·21020계 한정)에서도 차내 판매가 부활했다.
한편, 2002년에 메이한 특급의 이용객을 대상으로 DVD 소프트와 휴대용 DVD 플레이어의 렌탈 서비스(오사카 측과 나고야 측에서 각각의 거점역에서 빌려주거나 반납하게 하였다)가 이루어졌는데, 1년만에 폐지되었다.

## 특급이 운행되는 노선
- 난바 선
- 나라 선
- 오사카 선
- 나고야 선
- 야마다 선
- 도바 선
- 시마 선
- 교토 선
- 가시하라 선
- 덴리 선(임시 열차에 한함)
- 미나미오사카 선
- 요시노 선
- 유노야마 선(임시 열차에 한함)

## 특급에 사용되는 차량

### 현재 사용되는 차량
표준궤 구간

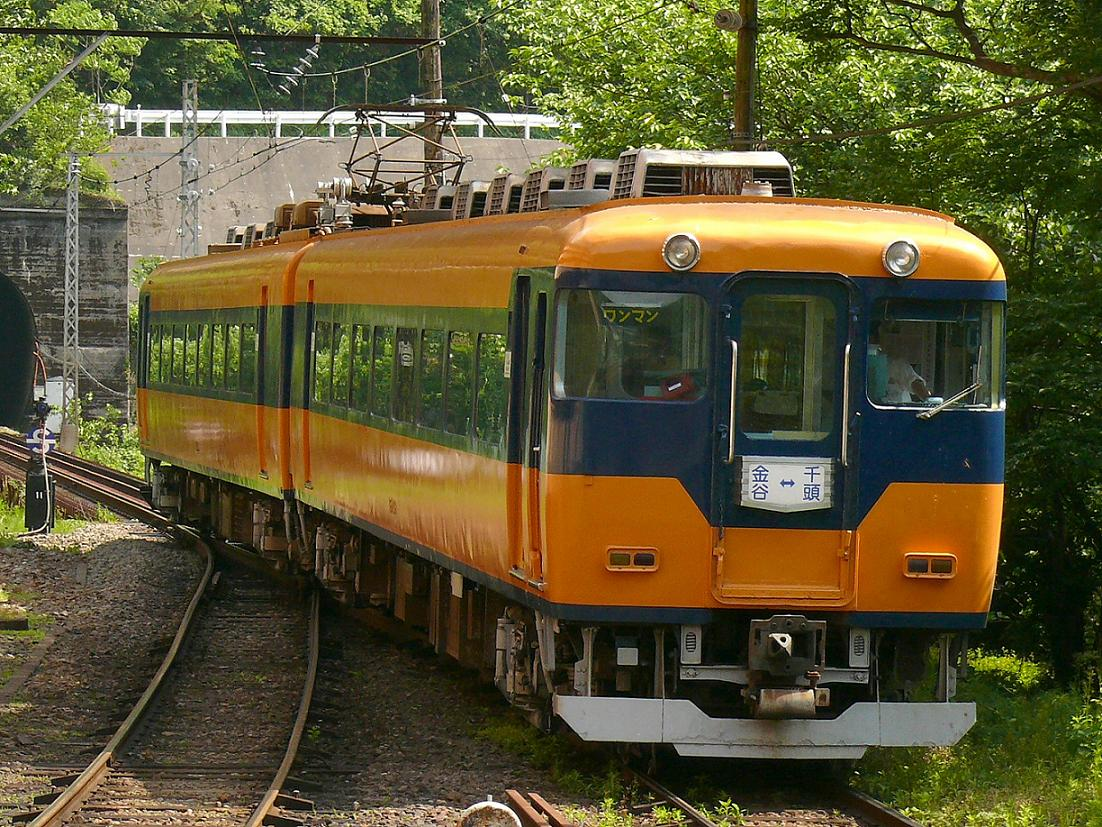
12200계(신 스낵카)
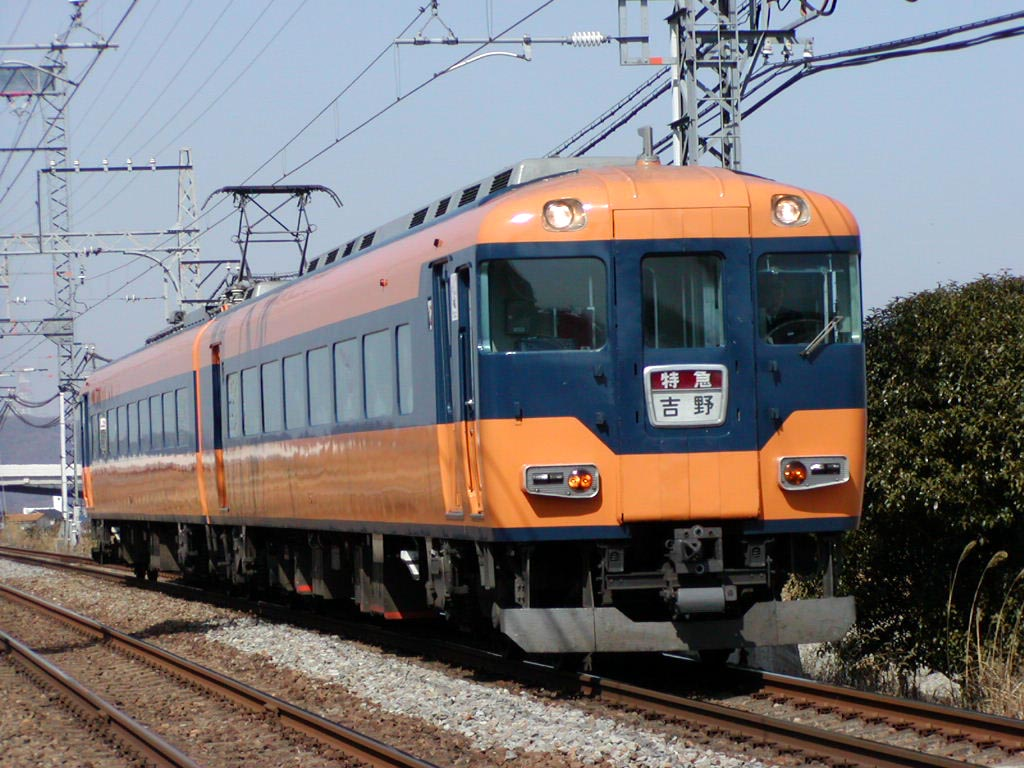
12400계(서니카)
- 12410계(서니카)
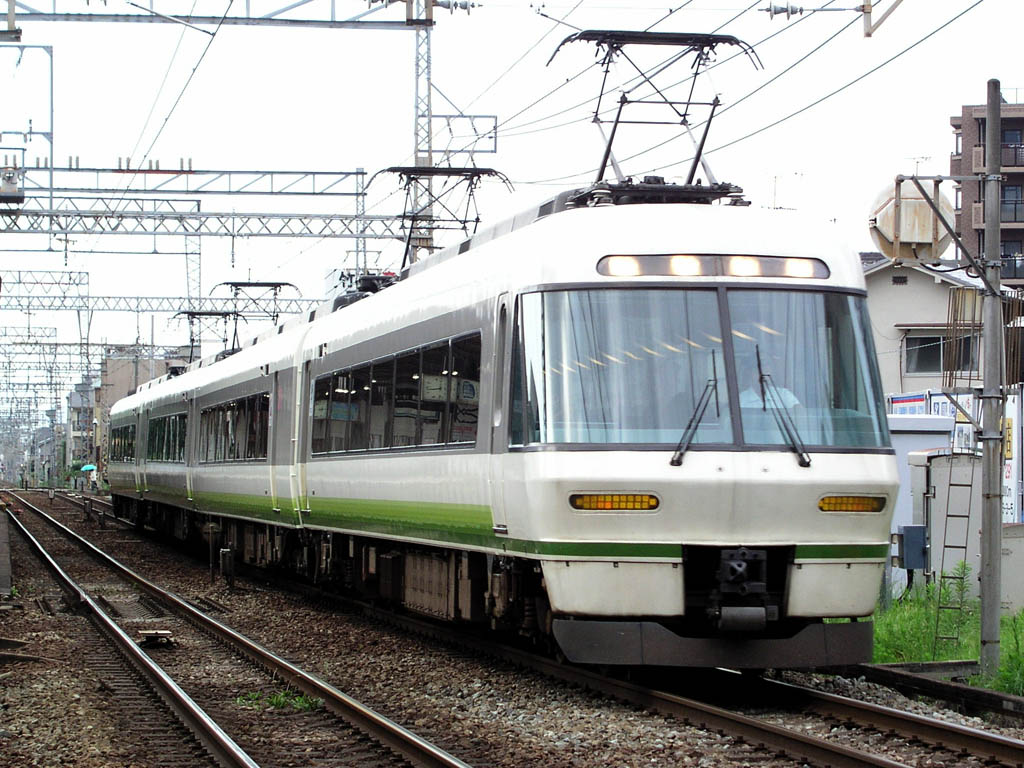
12600계(서니카)
- 30000계(비스타카 III세·비스타 EX)
- 21000계(어반 라이너 plus)
- 22000계(ACE)
- 23000계(이세시마 라이너)
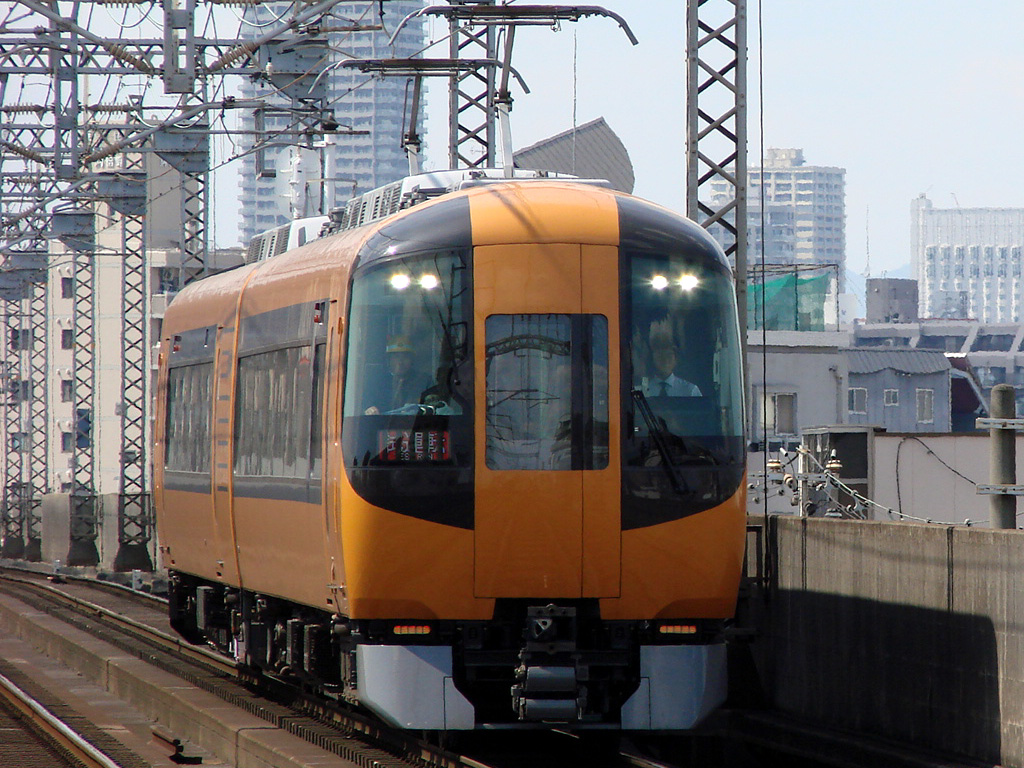
21020계(어반 라이너 next)
- 22600계(Ace)

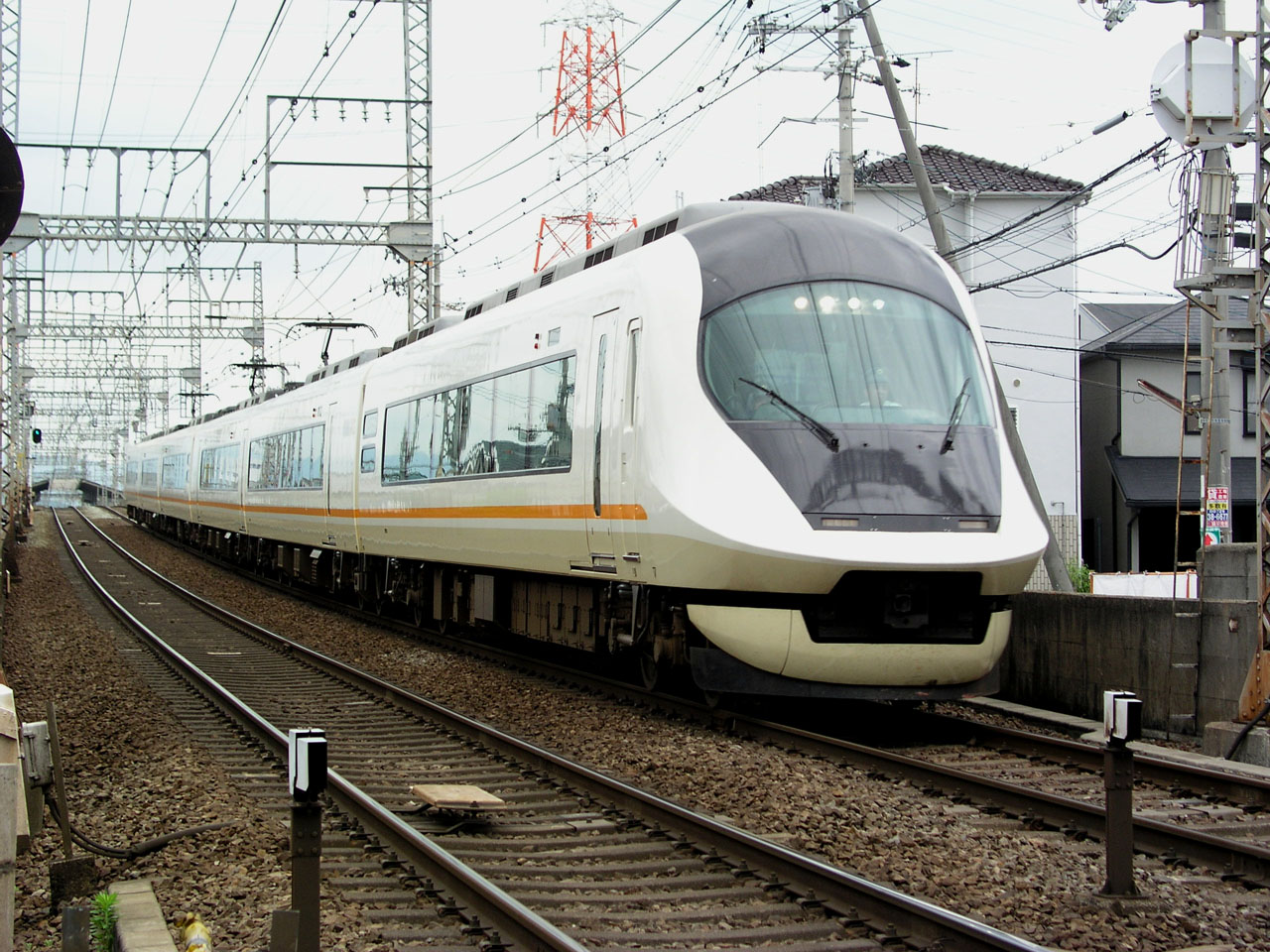
21020계 어반 라이너 next
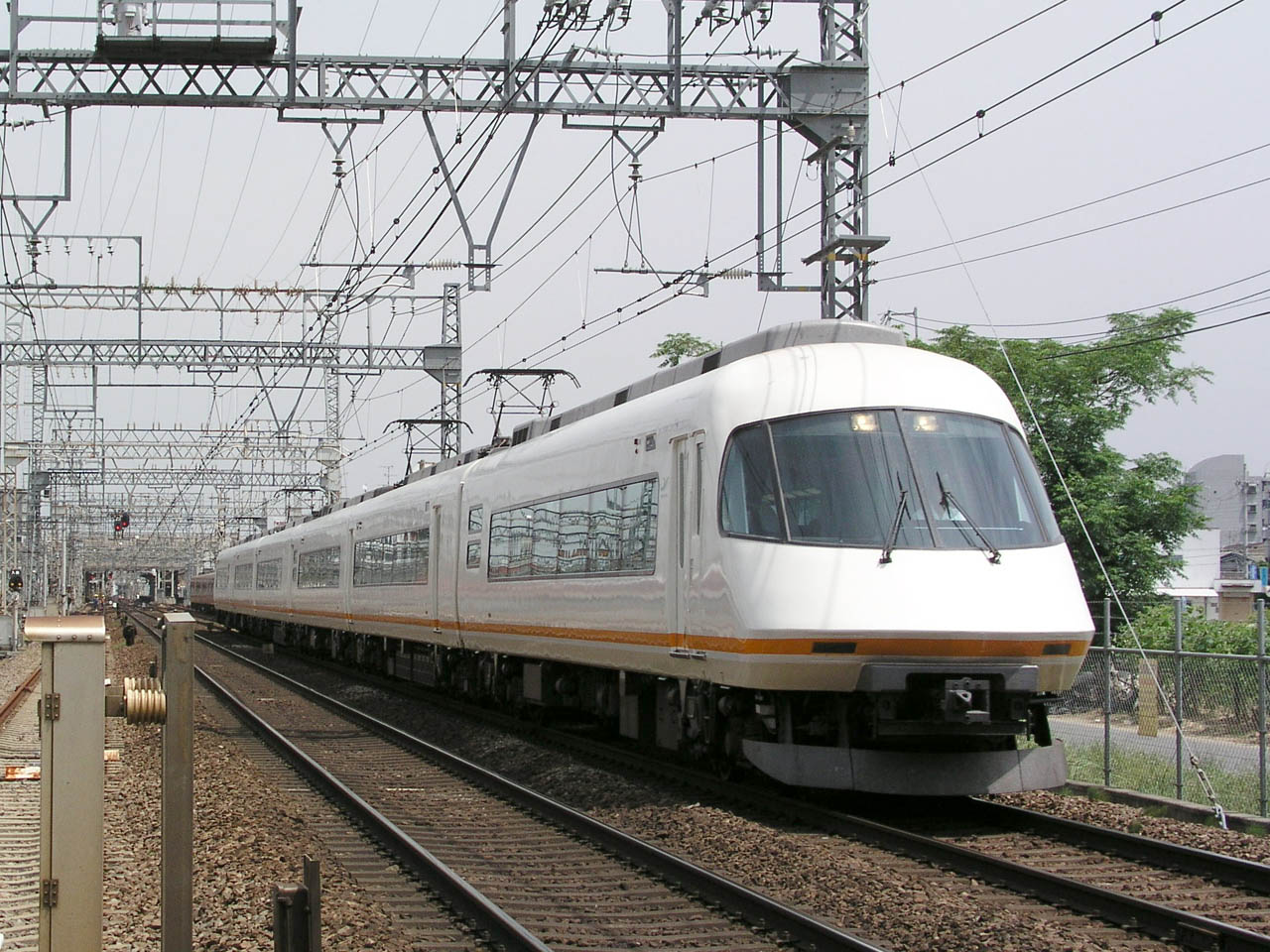
21000계 어반 라이너 plus
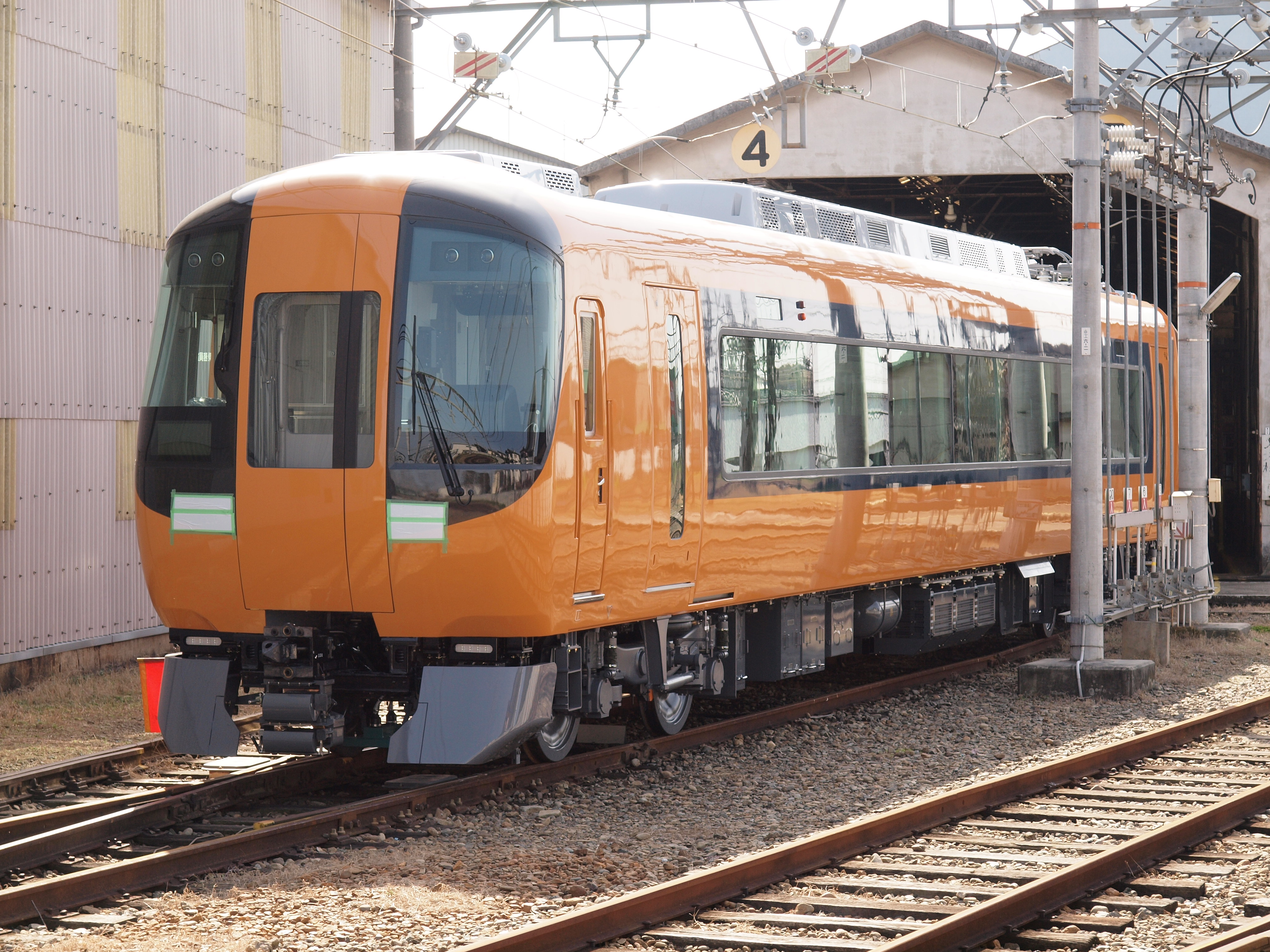
22600계 Ace
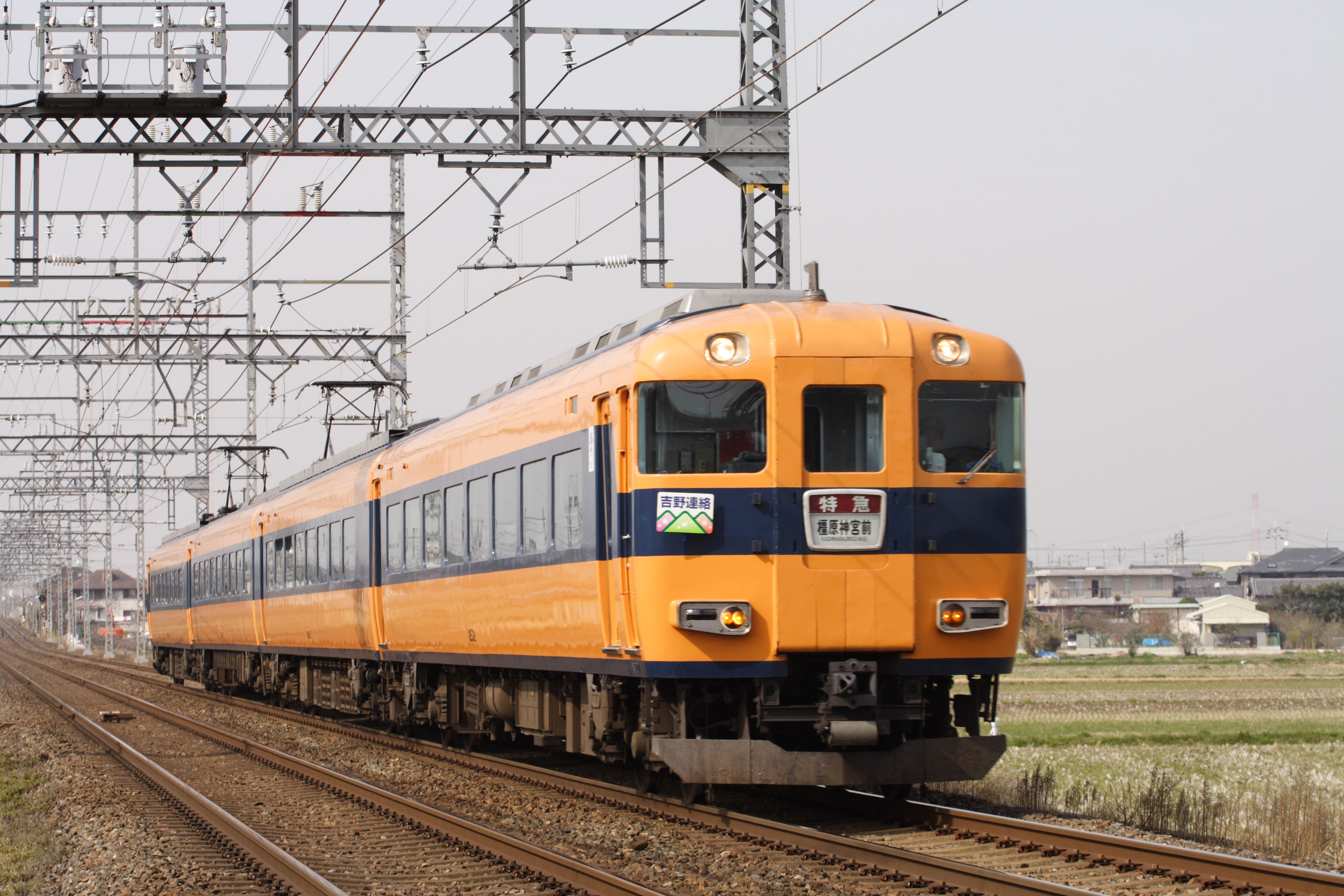
12600계 서니카
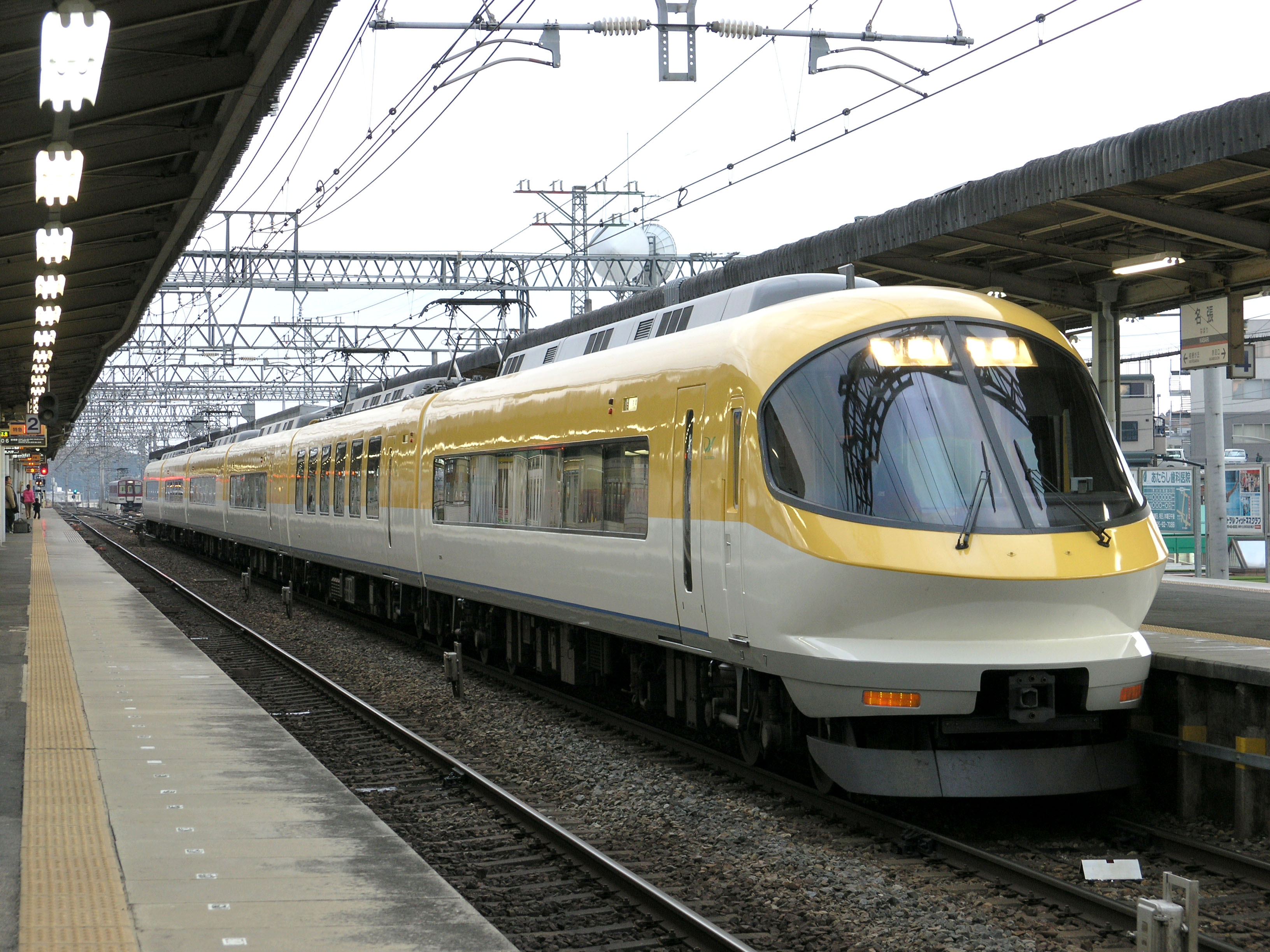
23000계 이세시마 라이너
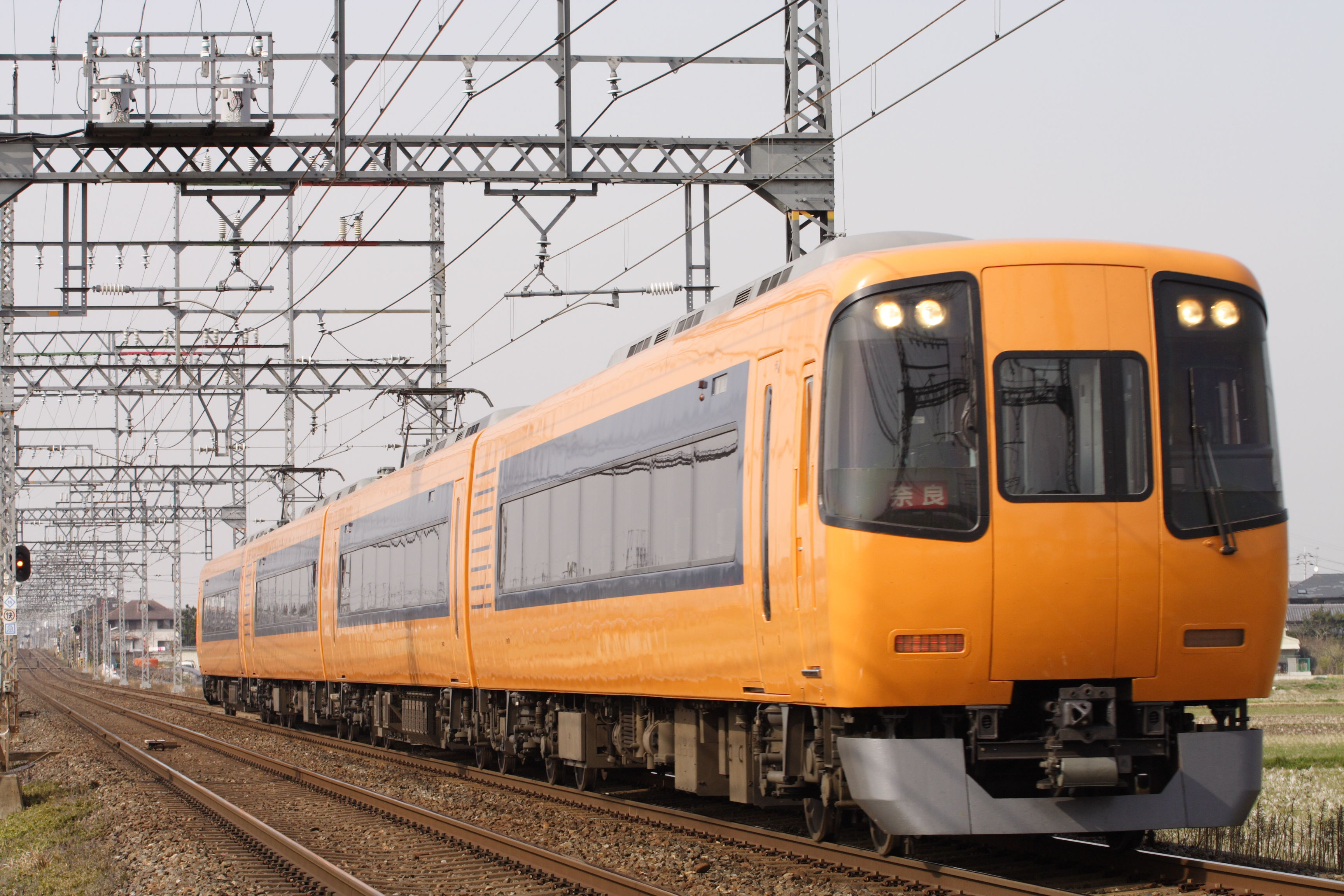
22000계 ACE
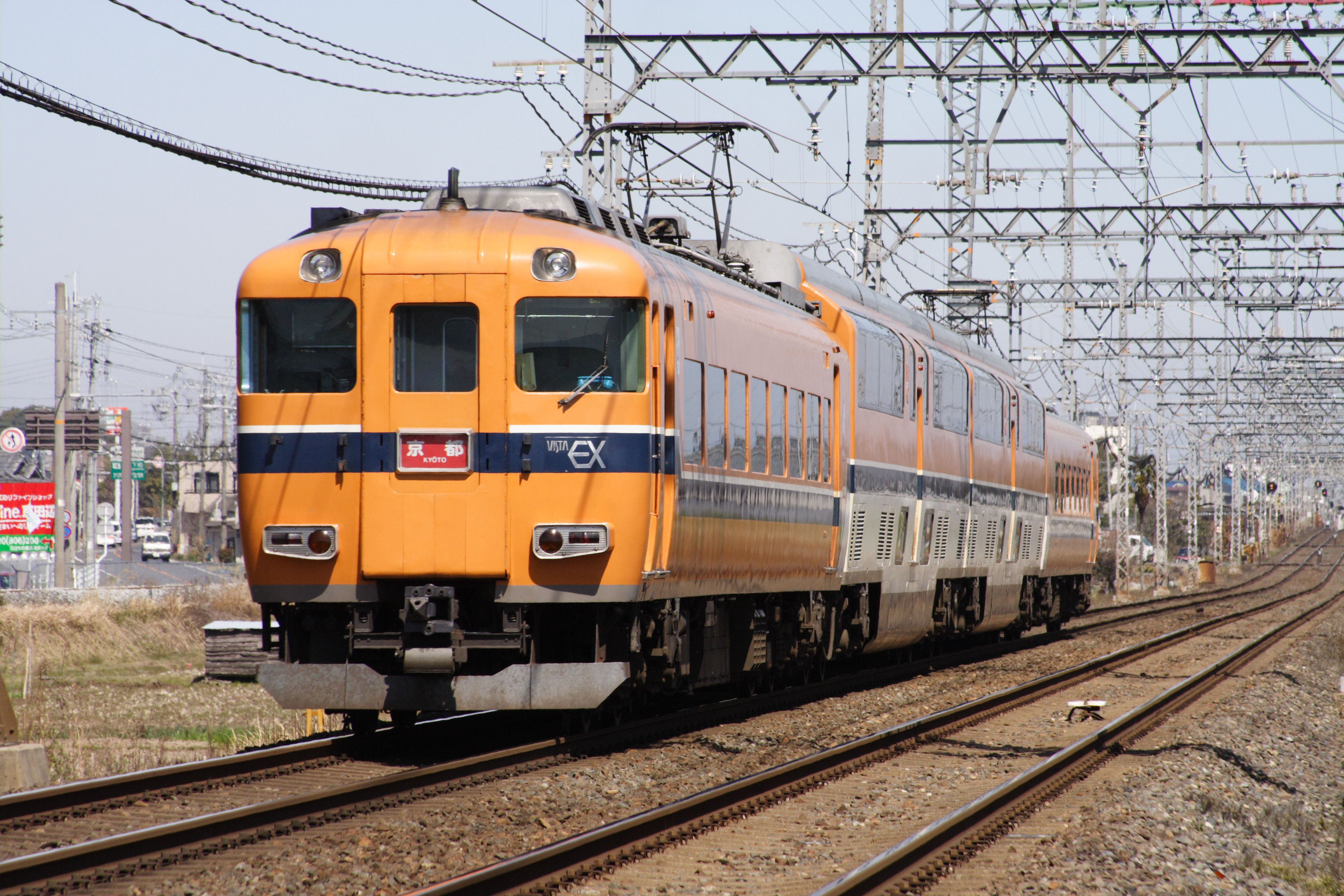
30000계 비스타 EX
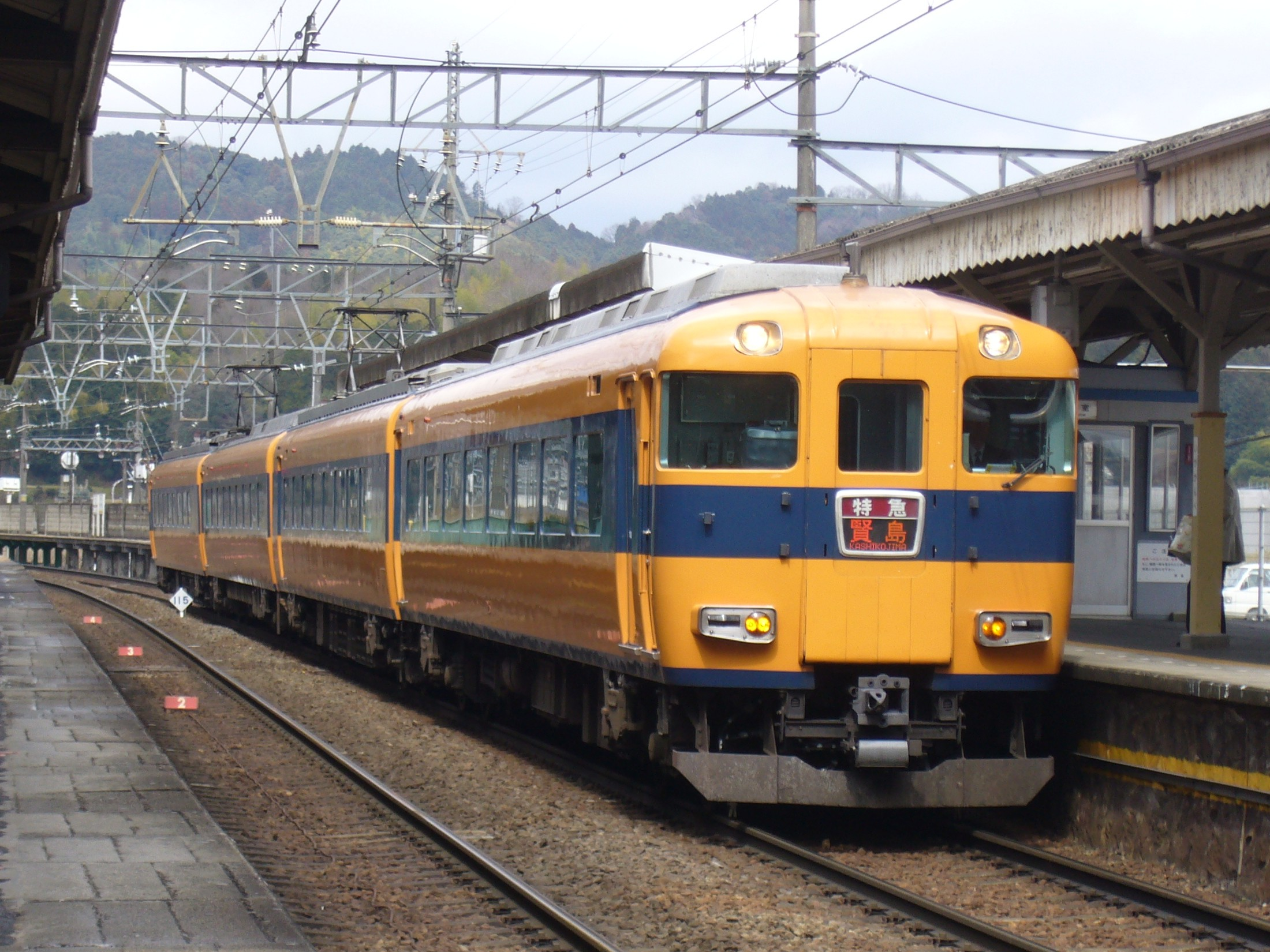
12410계 서니카
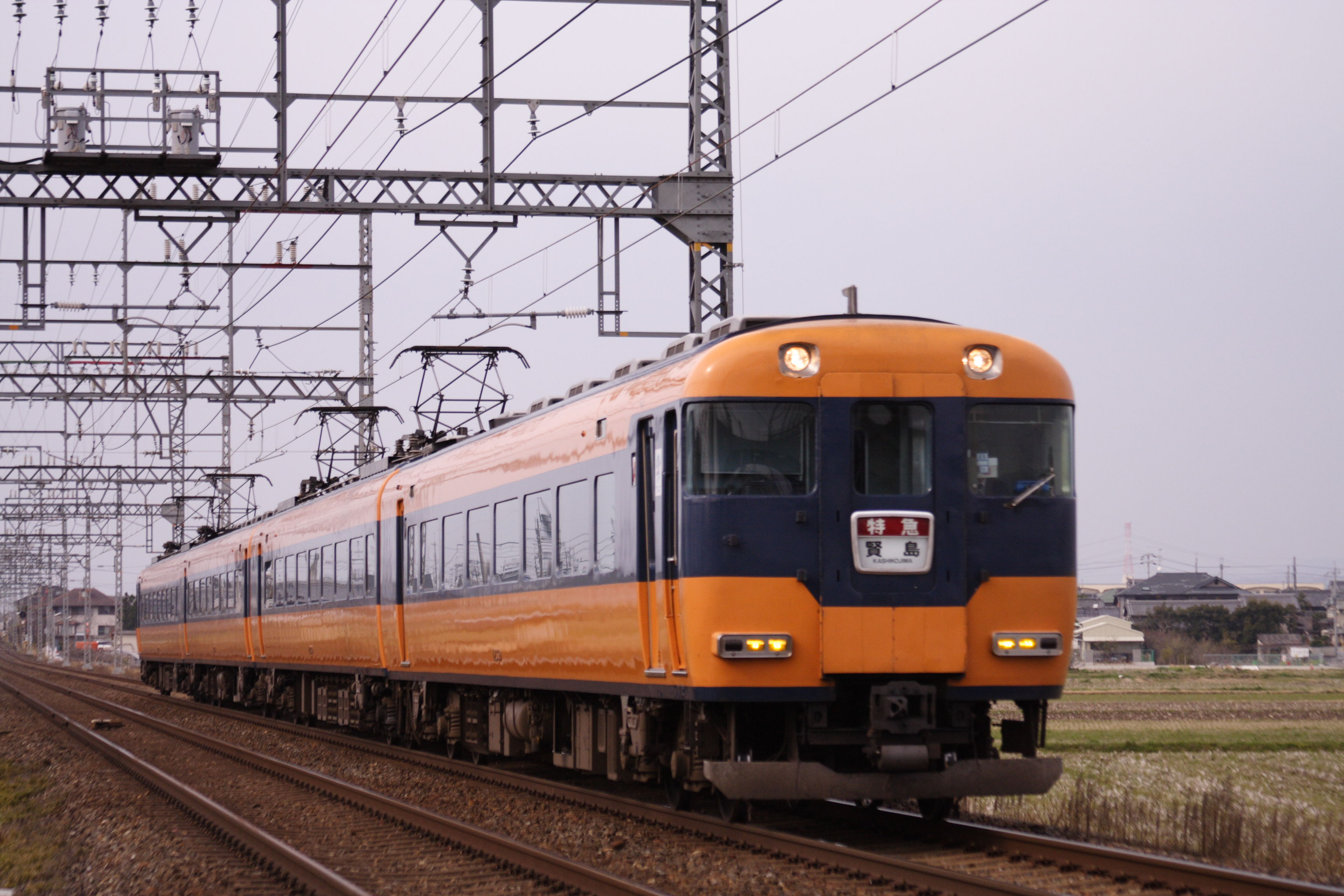
12200계 스낵카

요시노 특급
- 16000계
- 16010계(서니카)
- 26000계(사쿠라 라이너)
- 16400계(ACE)
- 16600계(Ace)

- 16000계
- 16010계 서니카
- 26000계 사쿠라 라이너
- 16600계 Ace

### 도입 예정 차량
- 이세시마 관광용 표준궤 특급차(형식 미정)[41][42]
  - 6량 1편성으로, 객실과 그룹석, 살롱석, 디럭스 시트 이상의 좌석을 배치한 개방 객실(2-1인 구조로 시트피이 1,250mm, 양 선두차에는 전망석이 있는 하이데크 구조)와 카페테리아가 있는 2층 열차로 구성되어 있다. 특급 요금 외에 신형차 특별요금을 별도 설정할 예정이다.

### 과거에 사용되었던 차량
- 2200계·2227계
- 2250계
- 6301형(나고야 선 전용)
- 6401계(나고야 선 전용)
- 6421계(나고야 선 전용)
- 6431계(나고야 선 전용)
- 680계(게이카시·게이나 특급용)
- 5820형 (1944년 도입)[43](미나미오사카 선 '가모시카' 전용)
- 10000계(비스타카 I세)
- 10100계(비스타카 II세)
- 20100계('오조라'·주로 임시 열차로 운용)
- 10400계(에이스카)
- 11400계(신(新)에이스카)
- 18000계(게이나·게이카시 특급용)
- 18200계(게이이 특급용)
- 18400계(미니스낵카·게이이 특급용)
- 12000계(스낵카)

### 편성의 방향에 관해
이세나카가와 역 부근의 선로 배치는 삼각형으로 되어 있는데, 긴테쓰 특급은 그 삼각형의 선로를 통과하기 때문에, 메이한 을특급이 단락선의 사용을 개시한 1963년 이후, 표준궤 전용 특급 차량은 나카가와 단락선을 경유하는 메이한 특급을 기준으로 운용되었다. 따라서, 이세나카가와 - 가시코지마 구간에서는 한이·게이이 특급과 메이이 특급의 편성이 역이 된다. 즉, 이세 방면이 한이·게이이 특급의 오리카에시로 메이이 특급으로, 메이이 특급이 오리카에시로 한이·게이이 특급으로 변경된다. 다만, 1980년대 후반부터는 운용에 예외적으로 1왕복의 게이이 특급의 오리카에시가 메이이 을특급에 충당되기도 하였다.
23000계에 관해서는 2001년 3월 22일의 다이어 개정까지는 메이한 특급으로의 운용이 없었기 때문에 이세나카가와 - 가시코지마 구간에서 한이·게이이·메이이와 같은 방향으로 운용되었다.

### 차량 번호·좌석 번호에 관해
긴테쓰 특급의 차량 번호와 좌석 번호는, 2008년 3월 17일 현재, 아래와 같이 되어 있다(차량 번호·좌석 번호순). 전술한 편성의 방향도 포함해서 참조하기 바란다. 좌석 번호는 보통차(레귤러카)는 숫자로만(창측이 홀수, 통로측이 짝수이다), 디럭스카는 JR등과 같이 열번과 숫자로 표기하며, 횡방향으로 ABC 순서이다(1A, 1B, 1C등).
- 메이한 특급 : 나고야에 가까운 쪽이 1호차, 오사카에 가까운 쪽이 1번
  - 긴테쓰나고야 - 야마토야기 구간에서 메이한 을특급과 병결 운전하는 긴테쓰나고야 - 덴리 구간의 임시 특급은 차량 번호가 알파벳으로 표기되는데, 긴테쓰나고야에 가까운 쪽(출도착 시점)이 A호차이다.
- 한이 특급·게이이 특급 : 이세시마에 가까운 쪽이 1호차, 오사카·교토에 가까운 쪽이 1번
  - 야마토야기 - 가시코지마 구간에서 한이 을특급과 병결 운전하는 게이이 특급은 차량 번호가 알파벳으로 표기되는데, 이세시마에 가까운 쪽이 A호차이다.
- 메이이 특급 : 나고야에 가까운 쪽이 1호차, 이세시마에 가까운 쪽이 1번
  - 이세나카가와 - 가시코지마 구간에서는 한이·게이이 특급과 메이이 특급은 차량 번호와 좌석 번호 모두가 역순이다.
- 한나 특급·게이나 특급·게이카시 특급 : 나라·가시하라진구마에에 가까운 쪽이 1호차, 오사카·교토에 가까운 쪽이 1번
- 요시노 특급 : 오사카에 가까운 쪽이 1호차, 오사카에 가까운 쪽이 1번

2003년 3월 6일의 다이어 개정 직전에는, 요시노 특급 이외의 차량 번호가 다음과 같았다.
- 메이한 특급 : 나고야 방면은 오사카에 가까운 쪽이 1호차, 오사카 방면은 나고야에 가까운 쪽이 1호차
- 한이 특급·게이이 특급 : 오사카·교토에 가까운 쪽이 1호차
- 메이이 특급 : 나고야에 가까운 쪽이 1호차
- 한나 특급·게이나 특급·게이카시 특급 : 오사카·교토에 가까운 쪽이 1호차
- 유노야마 특급 : 유노야마 온센에 가까운 쪽이 1호차(2003년 3월 6일의 다이어 개정 이후로는 긴테쓰욧카이치에 가까운 쪽이 1호차가 되었다)

## 연혁
긴테쓰의 전신인 오사카 전기 궤도·산구 급행 전철(오카이·산큐)는 1932년부터 1938년까지 한이·메이이 등의 특급이라는 종별을 가진 열차를 운행하기 시작하였으며, 이 때는 특급 요금이 필요 없이, JR의 쾌속 열차등과 같은 속달 서비스를 제공하는 형태였다.
유료특급의 창시는 전쟁 후인 1947년에 운행을 개시한 메이한 특급(이세나카가와 역에서 환승해야 했음)으로, 종전 후의 각 사철 중에서 가장 빠른 시기에 운전을 시작한 열차였다. 1960년에 이세만 태풍의 복구 공사 및 개조로 나고야 선의 개궤가 이루어져, 메이한 특급·메이이 특급의 운행을 실현할 수 있었다.
그 외에도, 나라 선등에는 일반 통근차를 사용하여 특급 요금이 필요 없는 형태의 특급이 설정되어 있었다가, 1972년까지 종별을 쾌속급행으로 바꾸는 것 등으로 사라졌다.
차량면에서는 고도경제성장시기인 1958년에 비스타카라 불리는 10000계, 1959년에 그 양산형으로 10100계를 개발해 '2층 특급의 긴테쓰' 또는 '비스타카의 긴테쓰'라 불리는 퍼블릭 이미지를 확립하였다. 그리고 그 후에는 경제 구조의 변화등으로 통근 구조의 특급차 증비가 이어져 1978년 말에는 30000계 비스타카 III세가 도입되었고, 1988년에는 일부 차량에 디럭스 시트를 도입하여 인테리어 디자인의 품질을 대폭 향상시킨 통근 구조의 21000계 어반 라이너가 개발되어, 긴테쓰의 새로운 이미지 리더가 되었다.

## 고베·히메지로의 운행 연장 계획
- 2007년 9월 8일의 시사통신 등의 보도에 따르면, 긴테쓰의 고바야시 데쓰야 사장은 한이 특급을 한신 난바 선의 개통에 따라 한신 전기 철도 선내에, 멀리는 고베 고속 철도를 넘어 산요 전기 철도의 산요 히메지 역까지 운행하는 구상을 말하였으며, 2008년 7월 9일의 고베 신문의 기사에 따르면, 2010년 봄을 목표로 이세시마 방면과 히메지·산노미야 방면을 잇는 특급 또는 수학 여행 전용 전동차의 연장 운행의 구상을 밝혔다.
- 이 계획이 실현되면, 한신 산노미야 역과 산요 아카시 역·산요 히메지 역에서 긴테쓰 특급의 모습을 볼 수 있게 된다. 또한 긴테쓰·한신·산요의 세 회사가 운행하는 유료 특급이 된다. 사용 차량은 4중련을 계획중이며, 2009년 2월 22일의 고베 신문의 기사에 따르면 산요 전기 철도의 규격에 맞는 새로운 특급 전동차를 계획·발주하였다는 보도가 나왔다. 그러나 현재는 한신 선이나 산요 선의 긴테쓰 특급의 정기 운행은 다이어 상으로 곤란하며, 우선은 임시 열차의 운행을 시작해보자고 한신 전기 철도의 사장이 말했다. 그리고 이세시마 방면으로부터 고베 또는 히메지로 운행하는 특급의 본격적인 운행은 한신 산노미야 역의 개량 공사가 완료되는 2013년 봄에 실현될 것으로 보인다고 알렸다.
- 이것을 기대한 듯 22600계의 행선 표시에는 '한신 산노미야'라고 설정되어 있었다(22600계의 행선 표시 대조표에서 발췌).

## 도카이 지진에 대한 대응책
긴테쓰에서는, 긴테쓰 나고야 - 가와고에토미스와라 구간과 묘조 - 가시코지마 구간이 도카이 지진에 대응하는 지진 방재 대책 강화 지역에 포함되어 있어, 도카이 지진의 경계 선언이 발령될 경우, 각 구간에서는 열차의 운행이 중지되게 하였다. 이것에 따라, 가와고에토미스하라 - 이세나카가와 - 묘조 구간에도 특급 열차의 운행을 중지시킬 수 있게 하였다.

## 같이 보기
- 긴키 닛폰 철도
- 긴키 닛폰 철도의 차량 형식
- 오사카 전기 궤도
- 오사카 철도
- 이세 전기 철도
- 나라 전기 철도
- 일본의 열차 애칭 목록
- 한신 전기 철도 한신 난바 선
- 긴테쓰 특급 요금 소송
- 텔레비전 카 - 긴테쓰도 영업 열차로 시험 운행한 적이 있었다.

## 참고 문헌
- 《긴테쓰 특급 상》(저자 다부치 진, 출판·발행 JTB)
- 《긴테쓰 특급 하》(저자 다부치 진, 출판·발행 JTB)
- 《시각표로 더듬어가는 철도사》(저자 미야와키 슌조·하라구치 다카유키, 출판·발행 JTB)
- 《시각표로 더듬어가는 특급·급행사》(저자 하라구치 다카유키, 출판·발행 JTB)
- 《도카이도 신칸센 (2)》(저자 스다 히로시, 출판·발행 JTB)
- 《통째로 JR 도카이의 연선의 여행》(저자 도쿠다 고이치, 출판·발행 가와데쇼보신샤)
- 《국철·JR 열차명 대사전》(저자 데라모토 미쓰아키, 출판·발행 주오쇼인)
- 《동으로의 철로 상》(저자 기모토 쇼지, 출판·발행 가쿠요쇼보)
- 《동으로의 철로 하》(저자 기모토 쇼지, 출판·발행 가쿠오쇼보)
- 컬러북스 《일본의 사철 긴테쓰 1》(저자 모로카와 히사시·스기야 히로쓰키, 출판·발행 보육사)
- 《시각표 복각판》(저자·출판·발행 JTB)
  - 전전·전중편
  - 전후편 1
  - 전후편 2
  - 전후편 4
  - 쇼와 후기편
- 《JTB 시각표》 각호(저자·출판·발행 JTB)
- 《JR 시각표》 각호(저자·출판·발행 고쓰신문샤)
- 《긴테쓰 시각표》 각호(저자·출판·발행 긴키 닛폰 철도)
- 《게이한신부터의 여행에 편리한 교통공사의 시각표》(저자·출판·발행 일본교통공사)
- 《결정판 긴테쓰 특급》(저자 데라모토 미쓰아키·하야시 기이치 공저·JRR, 1985년 5월
- 《차량발달사 시리즈 2 긴키 닛폰 철도 특급차》(저자 후지이 노부오·간사이 철도 연구회, 1992년)
- 《철도 빅토리얼 no.505 1988년 12월 임시증간호 특집 : 긴테쓰 특급》(전기차연구회, 1988년 12월)
- 《철도 빅토리얼 no.569 1992년 12월 임시증간호 특집 : 긴키 닛폰 철도》(전기차연구회, 1992년 12월)
- 《철도 빅토리얼 no.727 2003년 1월 임시증간호 특집 : 긴키 닛폰 철도》(전기차연구회, 2003년 1월)
- 《긴테쓰 특급 이야기 - 그로부터 60년 그 1》(저자 가시마 마사미·철도 팬 no.579 2009년 7월호), 교우사, 2009년 7월